# Gilles Simon
Pour les articles homonymes, voir Simon.
Gilles Simon, né le 27 décembre 1984 à Nice, est un joueur français de tennis professionnel de 2002 à 2022.
Vainqueur de quatorze tournois sur le circuit principal, il est l'un des Français les plus titrés. Le tournoi de Hambourg (ATP 500) en 2011 est son titre le plus important. Il atteint à 2 reprises les finales d'un Masters 1000 (Madrid 2008, Shanghai 2014). En 2008, il atteint les demi-finales aux Masters. Début 2009, il atteint la 6e place mondiale, son meilleur classement en carrière. En Grand Chelem, il a atteint (au moins) les huitièmes de finale de tous les tournois du Grand Chelem, ses meilleurs résultats sont deux quarts de finale à l'Open d'Australie en 2009 et à Wimbledon en 2015.
En 2017, il remporte la Coupe Davis avec l'équipe de France.
Son dernier tournoi professionnel à lieu à l'occasion du Masters 1000 de Paris-Bercy en 2022, où il s'incline en huitième de finale face au Canadien Félix Auger-Aliassime.
Il entraîne pendant l'année 2024 le joueur de tennis russe Daniil Medvedev.

## Biographie

### Famille et enfance
Gilles Simon est né à Nice puis, à partir de l'âge d'un an, il grandit à Fontenay-sous-Bois dans une famille qui n'a jamais pratiqué le sport de haut niveau. Sa mère Mireille est gynécologue, son père Daniel est réassureur et son frère Jean-Marie est ingénieur. Commençant le tennis à l'âge de six ans, il s'entraîne à l'US Fontenay jusqu'à l'âge de 14 ans avant de rejoindre le Pôle France de Poitiers en sport étude, dans la filière fédérale. Pendant sa formation à l'INSEP, il passe le bac S. Il a appris le piano au conservatoire départemental. Michael Chang l'a inspiré ainsi que Nicolas Escudé parmi les joueurs français.
Il a été peu aidé par la Fédération française de tennis, qui ne lui a pas accordé par exemple de bourse et ne lui a accordé un entraîneur qu'à 19 ans en 2004 en la personne de Thierry Tulasne. Il reconnaît toutefois qu'il n'était pas assez bon au niveau junior. Durant l'enfance, il était notamment handicapé vis-à-vis des autres joueurs par son petit gabarit et affirme qu'il a compensé ce handicap en développant son sens tactique : n'étant pas assez puissant pour réaliser des coups gagnants, il étudiait le jeu de ses adversaires en vue de les pousser à commettre des fautes.
Gilles Simon devient professionnel en 2002. Malgré ses résultats, il bénéficie d'une exposition médiatique un peu moins importante que celles des trois autres néo-mousquetaires français, Jo-Wilfried Tsonga, Richard Gasquet et Gaël Monfils,,.
Il a eu comme entraîneurs successifs pendant ses années juniors puis lors de ses débuts sur le circuit Dominique Poey, Louis Borfiga, Alois Beust, Rodolphe Gilbert et Jérôme Potier. Entre 2007 et septembre 2012, il est entraîné par Thierry Tulasne. Il engage en 2013 l'Allemand Jan De Witt avec lequel il collabore jusqu'en août 2017. Son entraîneur depuis 2018 est Étienne Laforgue.

### Vie personnelle
Soutenu par ses parents, il a commencé à jouer au tennis à l'âge de six ans. En raison d'un retard de croissance qui court dans la famille, il était plus petit que la plupart des enfants de son âge au début de son adolescence. C'est la raison pour laquelle il cite Michael Chang comme une influence majeure, car son cadre relativement petit a prouvé que la taille n'était pas le seul facteur dans la pratique du tennis.
Il est en couple avec Carine Lauret. Ils sont parents de Timothée, né en 2010, lors de l'US Open, et de Valentin, né en 2013, peu avant l'Open de Moselle.
Après avoir résidé à Neuchâtel pendant plusieurs années, ils habitent Boulogne-Billancourt depuis 2018.
Simon a admis aimer jouer aux jeux vidéo, en particulier Virtua Tennis, comme passe-temps.
En 2023, sa fortune personnelle est estimée à environ 12 millions d'euros.

## Carrière

### 2002-2005: passage junior/pro
Gilles Simon commence sa carrière professionnelle en 2002, il remporte six tournois Futures entre 2003 et 2004. Il fait sa première apparition sur le circuit ATP en 2004 à l'Open de Moselle en sortant des qualifications ; il perd contre Marc Gicquel au premier tour au terme d'un tie break décisif 2-6, 6-2, 65-7.
Il commence l'année 2005 avec une victoire au Challenger de Nouméa puis vient sa première victoire sur le circuit principal en février à Marseille, où il bat Thomas Johansson mais perd ensuite face à Joachim Johansson. Après un quart de finale à Casablanca, il débute en tournoi du Grand Chelem avec une invitation pour Roland-Garros, mais perd malgré un premier tour ouvert contre un joueur moins bien classé et également wild card, Olivier Patience. Il participe à son premier ATP 500 (3e tour) en juillet à Stuttgart puis en août à son premier Masters 1000 à Cincinnati (2e tour). Une défaite face à Michaël Llodra au premier tour de l'Open de Moselle conclut sa première saison sur le circuit ATP.

### 2006-2007: première finale et titres

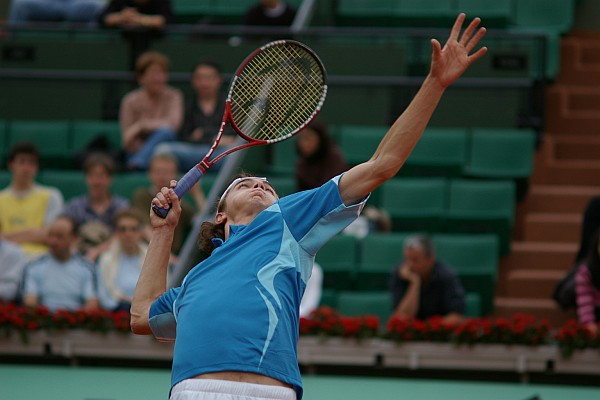
Gilles Simon en 2006.

Gilles Simon entame sa saison avec une victoire au Challenger de Nouméa pour la deuxième année consécutive. Il enchaine avec une première participation à l'Open d'Australie où il sort alors des qualifications pour atteindre le troisième tour. Il bat Nicolás Massú en un peu plus de 4 heures et sort en hypotension, Guy Forget le qualifie alors de génie. Ensuite il crée encore la surprise en éliminant le vainqueur du dernier Masters de Paris Tomáš Berdych no 23 mondial puis perd contre Thomas Johansson no 13. Ce résultat lui permet de rentrer pour la première fois dans le top 100, à la 89e place. En avril, il atteint sa première finale sur le circuit principal à l'open de Valence sur terre battue, mais c'est Nicolás Almagro qui l'emporte 2-6, 3-6 ; sur cette surface, il atteint les demi-finales à Casablanca (abandon face à Daniele Bracciali, 0-6, 1-3) et les quarts de finale à Palerme (éliminé par Nicolás Lapentti, 0-6, 1-6). Sur gazon, il parvient en quart de finale à Nottingham battu par Richard Gasquet (3-6, 1-6). Pour sa première participation à Wimbledon, il perd au premier tour contre Sébastien Grosjean (4-6, 2-6, 4-6) et lors de l'US Open, il perd au deuxième tour contre Richard Gasquet (0-6, 2-6, 3-6). Il termine l'année dans le top 50 en épinglant au passage son premier top 10 Gastón Gaudio no 9 mondial au Masters de Hambourg
En 2007, Gilles Simon entame l'année avec une victoire contre Florent Serra à l'Open d'Adélaïde, pour finalement enchaîner quatre défaites, notamment au premier tour de l'Open d'Australie face à Amer Delić (3-6, 0-6, 2-6). Toutefois son cinquième tournoi sera le bon puisqu'il remporte son premier titre ATP lors de l'Open de Marseille après des victoires sur Lleyton Hewitt (6-1, 3-2 ab.), Jonas Björkman (7-5, 6-2), Robin Söderling (6-2, 7-6) et Márcos Baghdatís no 17 en finale (6-4, 7-6). Au Masters 1000 d'Indian Wells, il signe une première victoire sur un top 8, Tommy Robredo no 7, (60-7, 6-3, 6-0). Il réalise de nombreux bons résultats sur terre battue, avec des quarts de finale à Bastad et Umag et une demi-finale à l'open de Sopot avec pour conclusion le titre au Tournoi de Bucarest contre Victor Hănescu (4-6, 6-3, 6-2). Pendant la tournée américaine, il atteint les quarts de finale du tournoi de New Haven et dans ce tournoi même il a joué 9 matchs en 3 jours. En cette année, il élimine à deux reprises Nikolay Davydenko no 4 mondial, ce qui sont ses deux premières victoires sur un joueur du top 5, à Umag et New Haven. Il rentre pour la première fois dans le top 30 à la 29e place mondiale le 5 novembre, sans jouer.

### 2008: révélation, 3 victoires de prestige sur Federer, Nadal et Djokovic, finale a Madrid et demi-finale au Masters

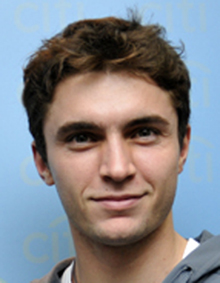
Gilles Simon aux Masters 2008.

La saison 2008 est celle de la confirmation pour Gilles Simon, qui continue sa progression au classement ATP. Tenant du titre à l'Open 13 de Marseille, il commence sa saison dans ce tournoi en battant en 1/8 de finale le numéro 3 mondial, Novak Djokovic, sur le score de 6-2, 6-7, 6-3, avant de perdre au tour suivant contre Paul-Henri Mathieu 3-6, 4-6. Il remporte son premier titre de la saison avec le Grand-Prix Hassan II contre son compatriote Julien Benneteau 7-5, 6-2 en sortant de deux tours de qualifications et en bénéficiant du forfait de Jo-Wilfried Tsonga en demi-finale. Après un mauvais Roland-Garros 2008 où il s'incline au premier tour contre Radek Štěpánek, il atteint le 3e tour de Wimbledon, éliminé par Richard Gasquet.
Gilles Simon remporte son deuxième titre de la saison en juillet avec le tournoi d'Indianapolis contre Dmitri Toursounov 6-4, 6-4. Il réalise, une semaine plus tard, une grande performance lors du 2e tour des Masters du Canada en battant, 2-6, 7-5, 6-4, le no 1 mondial Roger Federer qui venait de perdre son titre à Wimbledon. Il s'incline cependant en demi-finale contre Nicolas Kiefer 64-7, 6-3, 7-65. Après ces neuf victoires d'affilée, il obtient son meilleur classement à l'ATP en atteignant la 13e place mondiale. Il part aux Jeux olympiques de Pékin où après avoir éliminé Robin Söderling et Guillermo Cañas, il est stoppé en 1/8 par James Blake qui fera ensuite tomber Roger Federer. En double, accompagné de Gaël Monfils, il perd au premier tour.
Lors de l'US Open, il atteint à nouveau le 3e tour, battu par Juan Martín del Potro dans un match intense de 3 h 47 conclu sur le score de 4-6, 7-64, 1-6, 6-3, 3-6 pour l'Argentin en forme du moment. En septembre, il atteint la finale du tournoi de Bucarest et conserve son titre acquis l'année précédente en battant Carlos Moyà 6-3, 6-4, remportant ainsi son troisième tournoi ATP de l'année. Alors que ces récents succès lui permettaient d'envisager une participation aux Masters de tennis de fin d'année, les défaites consécutives au premier tour des deux tournois suivants compromettent cette perspective.
Cependant, son excellent parcours aux Masters de Madrid, où il élimine successivement Igor Andreev (4-6, 6-1, 7-67), James Blake (3-6, 6-1, 6-4), Robby Ginepri (66-7, 6-4, 7-66), Ivo Karlović (7-61, 4-6, 7-62), et surtout Rafael Nadal en 3 h 23 (3-6, 7-5, 7-66) lors d'un match exceptionnel, où il sauve 17 balles de breaks (dont sept dans le troisième set) et gagne la balle de match sur un Hawk-Eye, qu'il qualifiera de plus grand match de sa carrière contre le meilleur joueur de la saison, lui fait atteindre pour la première fois de sa carrière la finale d'un Masters et le relance à l'ATP Race. La presse espagnole le surnommera pour l'occasion « El superviviente » à la suite de ses cinq matchs précédant la finale gagnés en trois sets dont quatre en perdant le premier set et autre au tie-break du dernier set mais surtout, aux cinq balles de matchs sauvées face à Igor Andreev et Robby Ginepri. Nadal restait sur 70 victoires après avoir remporté le premier set. Cette victoire est classée no 4 dans le top 10 des Français qui ont battu un no 1 mondial, par L'Équipe. Il perd toutefois en finale contre Andy Murray (6-4, 7-66), mais à cette occasion, devient le nouveau no 1 français au classement ATP en entrant pour la première fois dans le top 10 à la 10e place,.
Il participe la semaine suivante au tournoi de Lyon, où il perd en demi-finale contre Robin Söderling en trois sets. Il est alors avant le dernier tournoi de l'année classé no 8 à la race et donc qualifié virtuellement pour le Masters. Au Masters de Paris-Bercy il échoue en 1/8 contre Andy Roddick, alors que seule une demi-finale lui assurait sa place pour la Masters Cup de Shangaï. En remportant le tournoi, Jo-Wilfried Tsonga le dépasse et se glisse dans le Top 8. Simon finit alors 9e (ATP technique et ATP Race) après ce dernier match de la saison, mais bénéficie du forfait de Rafael Nadal pour entrer directement dans le tableau final du Masters de Shanghai 2008.
Le tirage au sort de la Masters Cup de Shangaï place Gilles Simon dans le groupe rouge avec Roger Federer, Andy Murray et Andy Roddick. Pour son premier match, le Français bat Roger Federer (4-6, 6-4, 6-3) pour la deuxième fois consécutive en 2008, après sa victoire au Masters du Canada qui avait précipité la perte de la 1re place mondiale du Suisse. Puis il est battu en deux manches (6-4, 6-2) par Andy Murray au deuxième match, en 1 heure et 33 minutes, avant de remporter son troisième match face à Radek Štěpánek, le remplaçant d'Andy Roddick (6-1, 6-4). Grâce à la victoire d'Andy Murray face à Roger Federer sur le score de 4-6, 7-63, 7-5, Gilles Simon est qualifié pour la demi-finale. Il échoue de peu face au futur vainqueur Novak Djokovic (4-6, 6-3, 7-5) et manque une finale abordable contre Nikolay Davydenko joueur qu'il a dominé 5 fois de suite entre 2007 et 2011. Grâce à ses dernières performances de l'année, le Français atteint la 7e place au classement ATP à l'issue de la saison 2008, ce qui représente alors le meilleur classement de sa carrière.
Il finit l'année numéro 2 français, juste derrière Jo-Wilfried Tsonga qui est 6e mondial et reste no 1 français grâce à sa victoire pour l'honneur contre Novak Djokovic dans son dernier match de poule au Masters. C'est la première fois depuis 1986, avec Yannick Noah et Henri Leconte, que deux Français terminent l'année dans les dix premiers mondiaux. Gilles Simon est le seul joueur, avec Andy Murray, à avoir battu les trois meilleurs joueurs mondiaux durant cette saison : Rafael Nadal, Roger Federer (deux fois) et Novak Djokovic.
Gilles Simon dispute, en décembre 2008, le tout premier Masters France organisé à Toulouse. Lors des matchs de poule (groupe rouge), il bat successivement Marc Gicquel (6-4, 6-3), Josselin Ouanna (7-66, 7-5) et Julien Benneteau (6-3, 7-5) puis remporte la compétition en battant en finale Michaël Llodra (5-7, 7-67, abandon).
En cette année, il est le joueur qui a remporté le plus de matchs après être remonté de un (match en trois sets) ou deux sets à zéro : 14 matchs (uniquement des matchs en deux sets gagnants) et celui qui a joué le plus de tournois, 29. Il remporte aussi 3 matchs après avoir sauvé des balles de match (9 au total).

### 2009: quart de finale à l'Open d'Australie et début en Coupe Davis

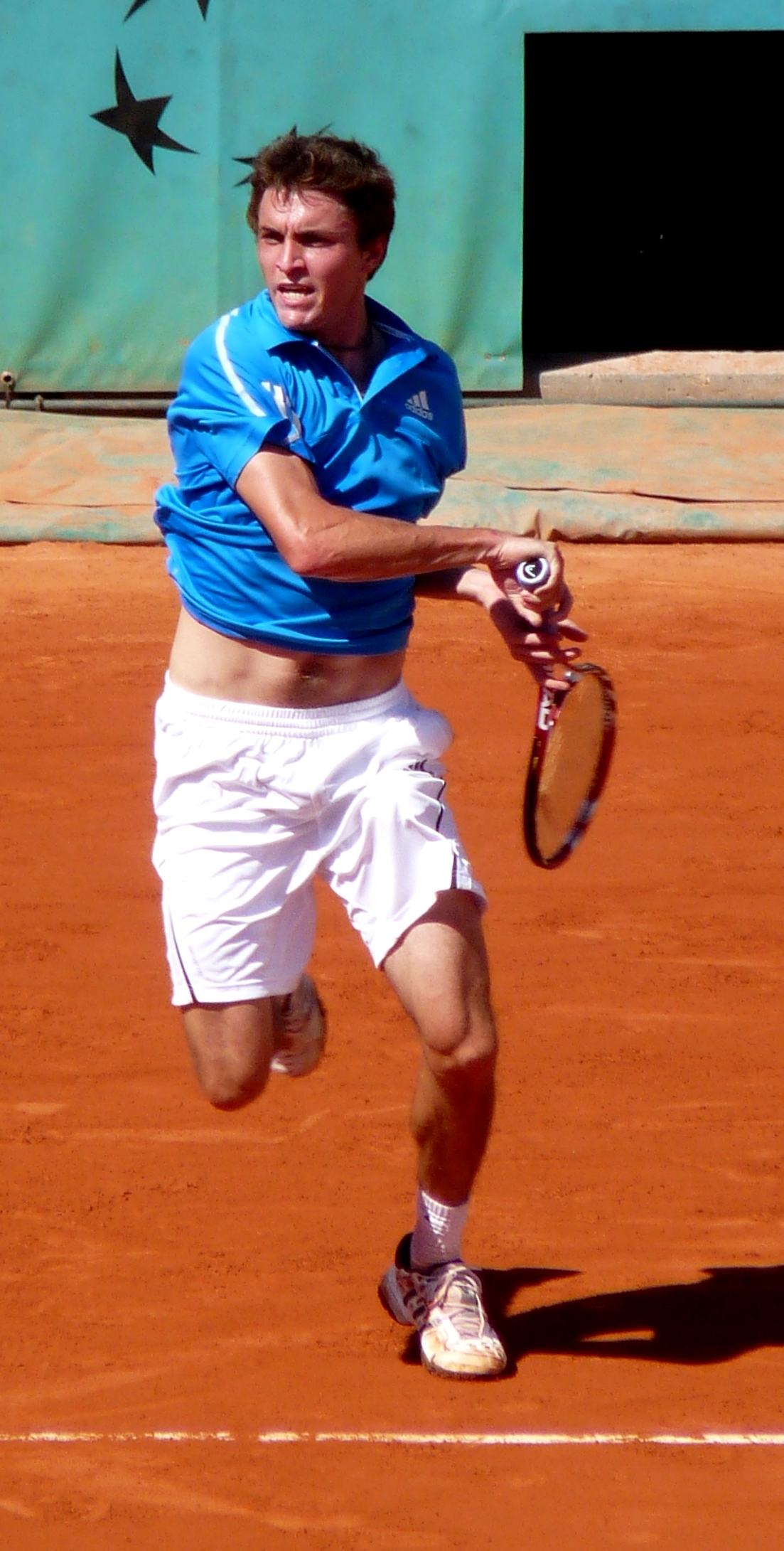
Simon lors de Roland-Garros 2009.

Avec le changement de répartition des points techniques ATP, Gilles Simon atteint le 5 janvier la 6e place mondiale, le meilleur classement qu'il ait jamais atteint. Il commence la saison 2009 par la Hopman Cup, où il joue en équipe avec Alizé Cornet. Lors de leur première rencontre contre Taïwan, il remporte son simple face à Lu Yen-hsun. Contre l'Italie, il perd son simple 6-3, 6-3 face à Simone Bolelli mais il remporte son simple contre la Russie face à Marat Safin. Simon dispute ensuite le tournoi de Sydney, où il est tête de série no 2. Au 1er tour, il est opposé à Richard Gasquet mais s'incline 6-4, 6-4. La semaine suivante, il participe à l'Open d'Australie, où il bat successivement Pablo Andújar au 1er tour (6-4, 6-1, 6-1), Chris Guccione (65-7, 6-4, 6-1, 6-2), et Mario Ančić (7-62, 6-4, 6-2). En huitième de finale, il bat son compatriote et ami Gaël Monfils sur abandon (6-4, 2-6, 6-1 ab.) mais chute logiquement en quart de finale face au no 1 mondial Rafael Nadal, futur vainqueur du tournoi, 6-2, 7-5, 7-5, avec malgré tout une balle de deuxième set. En février, il atteint les demi-finales de l'Open 13, où il s'incline face à Michaël Llodra (7-6, 6-1). La semaine suivante, il atteint les demi-finales de l'Open de Dubaï, mais il s'incline contre Novak Djokovic, tête de série numéro 1, 3-6, 7-5, 7-5. Pour sa première participation à une rencontre de Coupe Davis opposant la France à la République tchèque, il perd ses deux simples face à Tomáš Berdych (7-63, 4-6, 7-62, 6-3) et face à Radek Štěpánek (7-62, 6-3, 7-6o) en perdant les quatre tie-breaks qu'il a joué sur sept manches. L'équipe de France perd la rencontre 3-2. La semaine suivante, il se rend à Indian Wells disputer le premier Masters 1000 de la saison. Après un premier match remporté difficilement face à Lu Yen-hsun, il s'incline au troisième tour face à Ivan Ljubičić (6-3, 7-63). La semaine suivante, lors des Masters de Miami, il est éliminé en huitième de finale par Jo-Wilfried Tsonga (64-7, 6-3, 6-2).
À la rentrée de la saison sur terre battue, il s'incline dès son entrée en lice au Masters de Monte-Carlo 2009 face au qualifié allemand Andreas Beck. À Rome, il perd en 1/8 de finale face à Ivan Ljubičić, confirmant son manque de confiance depuis le début de la saison européenne. À la World Team Cup, il perd ses cinq matchs (trois simples et deux doubles). Pour le deuxième Grand Chelem de l'année à Roland-Garros, il bat difficilement au premier tour l'Américain Wayne Odesnik 3-6, 7-5, 6-3, 4-6, 6-3, puis Robert Kendrick (7-5, 6-0, 6-1) et atteint pour la première fois de sa carrière le 3e tour de Roland-Garros, où il perd face à Victor Hănescu (4-6, 4-6, 2-6) et se blesse au genou droit en fin de match.
Au Queen's, il s'incline en 1/8 de finale face à Mikhail Youzhny (1-6, 6-2, 2-6). À Wimbledon, il bat Bobby Reynolds (6-4, 6-3, 6-3), Thiago Alves (5-7, 6-3, 6-4, 6-4) puis prend une revanche sur Victor Hănescu (6-2, 7-5, 6-2), mais chute en 1/8 de finale face à Juan Carlos Ferrero (64-7, 3-6, 2-6).
Son début de saison sur dur est convaincant, il atteint les 1/8 de finale aux Masters du Canada, où il s'incline face à Jo-Wilfried Tsonga (6-3, 6-3), et surtout il bat Nikolay Davydenko lors des Masters de Cincinnati pour atteindre les quarts de finale, où il est stoppé par Novak Djokovic (6-4, 7-5). Lors de l'US Open, il est contraint à l'abandon au troisième tour face à Juan Carlos Ferrero en raison de sa blessure au genou droit.
Il reprend la compétition à l'occasion du tournoi de Bangkok, qu'il remporte aux dépens du Serbe Viktor Troicki, tombeur de son compatriote Jo-Wilfried Tsonga. À l'Open du Japon la semaine suivante, il ne dépasse pas les huitièmes de finale, où il perd face à Mikhail Youzhny (7-6, 6-7, 6-4). Il parvient toutefois à atteindre les quarts de finale des Masters de Shanghai au cours desquels il s'incline face à Novak Djokovic (6-3, 2-6, 6-2). Tête de série numéro 2 au Grand Prix de tennis de Lyon, il s'incline pour la troisième fois consécutive en un an face à son compatriote Michaël Llodra (7-6, 3-6, 6-7) lors des demi-finales. Lors de l'Open de Valence, après avoir notamment éliminé Tomáš Berdych (6-4, 4-6, 6-3), il s'incline en quarts face à Mikhail Youzhny (4-6, 4-6) avec pour conséquence sa non-participation aux Masters de tennis de fin d'année. À Bercy, il bat enfin Ivan Ljubičić pour leur 4e rencontre mais finit le match blessé, sa blessure au genou droit s'étant réveillé une nouvelle fois ; il joue malgré tout son huitième de finale, qu'il perd contre Jo-Wilfried Tsonga 2-6, 3-6.
Il devient le troisième joueur français dans l'Ère Open à atteindre au moins les 1/16 de finale (3e tour) dans les quatre tournois du Grand Chelem dans la même année, les autres sont Jo-Wilfried Tsonga en 2009 aussi et Henri Leconte en 1985 qui lui a atteint au moins tous les 1/8 de finale.
D'autre part, à partir de 2009, il a atteint, au minimum, les 1/8 de finale dans les quatre Grand Chelem et dans les neuf Masters 1000.

### 2010: année marquée d'absences et finale de Coupe Davis
Insuffisamment remis de sa blessure au genou contractée en fin d'année 2009, de début de la saison 2010 de Gilles Simon est marquée par le forfait pour l'Open d'Australie. Son retour sur le circuit en février à l'Open 13 de Marseille se solde par une défaite dès le premier tour face au Belge Olivier Rochus (7-5, 6-2). Après trois défaites au premier tour en autant de tournois (Open 13, Open de Dubaï, Masters d'Indian Wells), il atteint la finale du tournoi Challenger à Sunrise, où il s'incline face à Florian Mayer (6-4, 6-4). Il rechute pendant son match contre Horacio Zeballos lors du Masters de Miami. Il se retire alors des courts et déclare : « Je ne reprendrai la compétition que lorsqu'il n'y aura plus de lésion apparente. » Il reprend l'entraînement peu avant Roland-Garros. Cependant, il déclare forfait pour le Grand Chelem français, ne s'estimant pas encore prêt à reprendre la compétition.
Une semaine avant Wimbledon, le Niçois s'aligne à Eastbourne, où il bat successivement Evgeny Korolev (6-3, 66-7, 6-4), remportant ainsi sa première victoire sur le circuit ATP en 2010, puis Andrey Kuznetsov (6-1, 7-63, 7-62), avant de s'incliner en quart de finale face à Michaël Llodra (6-1, 6-3). Il atteint néanmoins le 3e tour de Wimbledon, battu par Andy Murray (1-6, 4-6, 4-6). Après un retour sur terre battue assez difficile avec deux défaites successives aux 2e tours des tournois de Stuttgart et de Hambourg, il atteint les quarts de finale du tournoi de Washington, qu'il perd face à David Nalbandian (6-3, 2-6, 3-6) après avoir battu au tour précédent Andy Roddick (6-3, 6-3). Cela constitue la première victoire de Simon sur Roddick. Il s'incline la semaine suivante au premier tour des Masters du Canada à Toronto contre Mikhail Youzhny (4-6, 4-6).
Lors du premier tour de l'US Open, il apprend la naissance prématurée de son fils (Timothée) mais parvient à battre Donald Young, puis Philipp Kohlschreiber (4-6, 6-3, 1-6, 6-1, 6-3). Il perd au troisième tour contre Rafael Nadal (6-4, 6-4, 6-2). Il est appelé une semaine plus tard en équipe de France de Coupe Davis pour disputer la demi-finale de l'édition 2010 face à l'Argentine et joue le quatrième match contre Eduardo Schwank, qu'il remporte 7-65, 66-7, 6-3, dans une partie sans enjeu après la victoire acquise par la France. La semaine suivante, il remporte le septième titre de sa carrière avec le tournoi de Moselle face à Mischa Zverev (6-3, 6-2) et devient ainsi le quatrième Français le plus titré en simple dans l'ère Open. Lors du tournoi de Valence, il élimine successivement Serhiy Stakhovsky (6-3, 6-3), Fernando Verdasco (6-1, 6-3), et Nikolay Davydenko (6-4, 56-7, 6-3) pour atteindre les demi-finales face à Marcel Granollers, contre qui il s'incline (6-4, 6-4).
Lors de la finale perdue de Coupe Davis face à l'équipe de Serbie, il s'incline dans le second match contre Novak Djokovic (6-3, 6-1, 7-5). Malgré des faces à faces favorable contre les seconds couteaux Serbe Viktor Troicki (0-4 en 2010, 1-6 en 2017) et Janko Tipsarevic (0-1, 1-9), le capitaine Guy Forget décide de faire jouer Michael Llodra qui perdra contre Troicki dans le cinquième match décisif.
À la fin de la saison 2010, il est numéro 1 au classement de victoires dans les sets décisifs.

### 2011: retour à la compétitivité et victoire à Hambourg

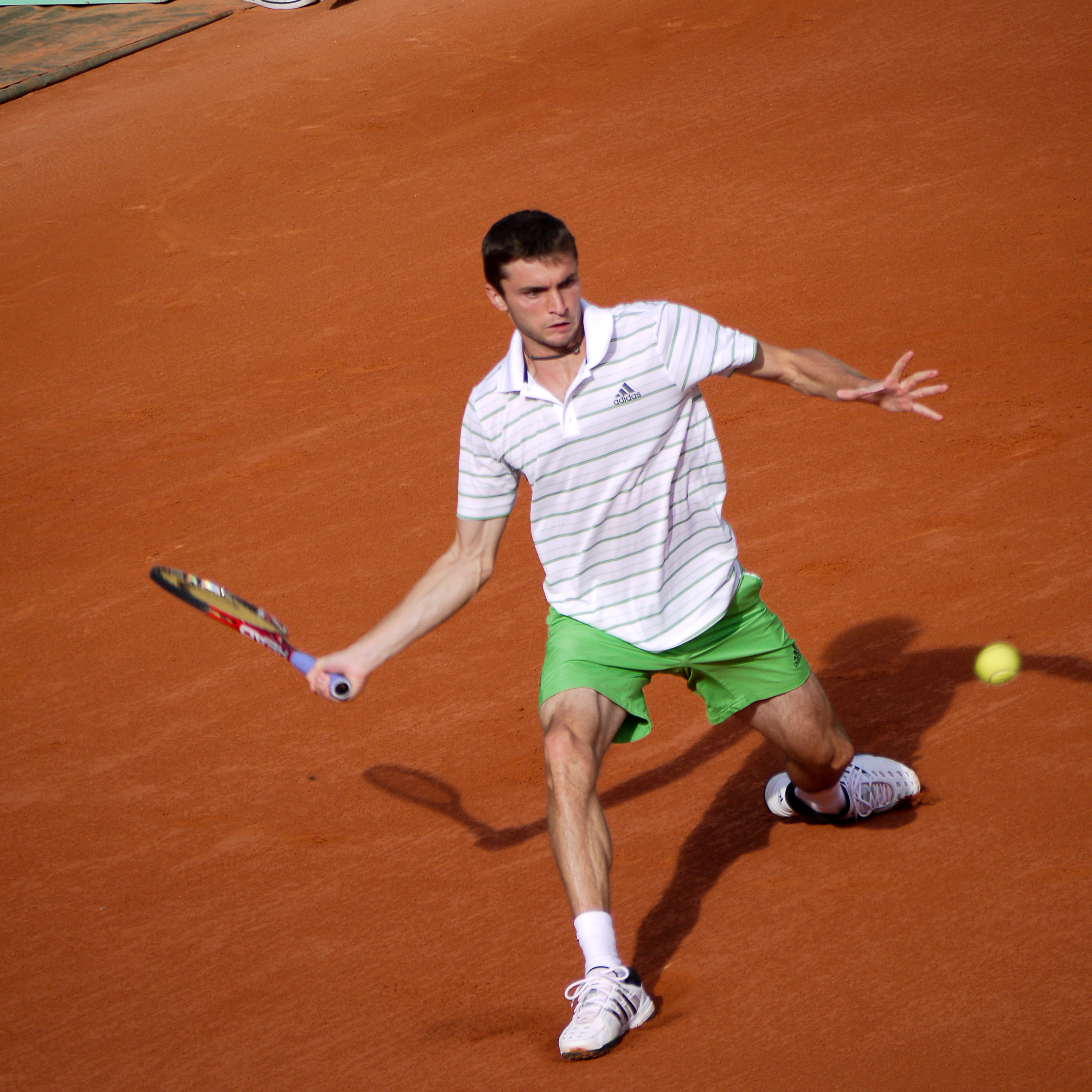
Gilles Simon à Roland-Garros en 2011.

Constatant qu'il a les statistiques d'un joueur du top 50 au service et celles du top 10 en retour, il décide avec son entraîneur Thierry Tulasne pendant l'inter-saison de modifier légèrement sa prise d'engagement. À la fin de la saison 2011, ils jugeront ce changement concluant.
Gilles Simon commence sa saison 2011 par une défaite au premier tour contre Santiago Giraldo (2-6, 3-6) lors du tournoi de Brisbane mais enchaîne la semaine suivante en remportant son huitième titre ATP avec le tournoi de Sydney où il bat successivement Lu Yen-hsun (6-0, 6-3), Frederico Gil (6-1, 6-3), Alexandr Dolgopolov (6-4, 6-3), Ernests Gulbis (7-61, 6-0), et Viktor Troicki (7-5, 7-64) en finale. Il perd au 2e tour de l'Open d'Australie face à Roger Federer (2-6, 3-6, 6-4, 6-4, 3-6). Lors du tournoi de Marseille, après avoir battu Nikolay Davydenko (7-66, 6-4), il perd pour la 7e fois consécutive contre Mikhail Youzhny (3-6, 6-3, 3-6) au second tour. La semaine suivante, il atteint les quarts de finale de l'Open de Dubaï où il perd contre Richard Gasquet (5-7, 6-2, 6-4), mais après avoir notamment battu au premier tour, et pour la première fois lors de leurs confrontations, Mikhail Youzhny (6-3, 7-5).
Lors du premier tour de Coupe Davis face à l'Autriche à Vienne, il obtient sa première victoire dans cette compétition contre Stefan Koubek (6-0, 6-2, 6-3) et permet à la France de mener 2 à 0 à la fin de la première journée mais perd cependant son deuxième simple face à Jürgen Melzer (67-7, 6-3, 6-1, 4-6, 0-6).
Il est éliminé au deuxième tour du Masters d'Indian Wells par Ivo Karlović. Aux Masters de Miami, il atteint les quarts de finale où il abandonne face à Roger Federer (ab. 0-3).
Pour la saison sur terre battue, il atteint les quarts de finale lors du tournoi de Casablanca et de l'open d'Estoril, les huitièmes de finale aux Masters de Monte-Carlo et le second tour aux Masters de Madrid, battu dans les deux derniers cas par le no 4 mondial Andy Murray (3-6, 3-6) et (4-6, 6-3, 0-6). Lors de Roland-Garros, il atteint les huitièmes de finale en battant successivement Michael Russell (6-3, 4-6, 6-1, 6-0), Jérémy Chardy (4-6, 6-4, 6-1, 6-4) et Mardy Fish (6-3, 6-3, 6-2) ce qui constitue sa meilleure performance dans ce tournoi du Grand Chelem. Lors de cette rencontre, il est battu assez facilement par le jeu puissant de Robin Söderling (2-6, 3-6, 65-7).
Lors de la saison sur gazon, il abandonne sur blessure lors du premier tour du Tournoi du Queen's puis est éliminé au troisième tour de Wimbledon par Juan Martín del Potro (68-7, 65-7, 5-7).
De retour sur terre battue, il est éliminé dès le premier tour à Stuttgart par le tenant du titre Albert Montañés. Gilles Simon remporte la semaine suivante le tournoi de Hambourg, 25 ans après Henri Leconte, en battant successivement Serhiy Stakhovsky, Jarkko Nieminen (7-64, 3-6, 6-4), Gaël Monfils (6-4, 3-6, 6-0), Mikhail Youzhny (3-6, 6-3, 6-1) et Nicolás Almagro en finale (6-4, 4-6, 6-4) pour s'octroyer son premier ATP 500 Series et le neuvième tournoi de sa carrière. Avec ce titre, Gilles Simon devient le troisième joueur français le plus titré de l'ère Open, à égalité avec Henri Leconte et derrière Yannick Noah (23 titres) et Guy Forget (11 titres) et manque, pour 10 points, de réintégrer le top 10.
La saison nord-américaine sur dur débute avec une élimination au premier tour aux Masters du Canada contre Philipp Petzschner (7-5, 6-2). La semaine suivante lors des Masters de Cincinnati, il élimine Jürgen Melzer (63-7, 6-3, 7-5), puis Janko Tipsarević (63-7, 6-2, 6-3), et David Ferrer (6-4, 63-7, 6-4) pour atteindre les quarts de finale où il chute contre Andy Murray (3-6, 3-6). Lors de l'US Open, après un début de tournoi difficile avec des victoires en cinq sets contre Ricardo Mello (3-6, 6-3, 6-4, 3-6, 6-4) et Guillermo García-López (6-4, 64-7, 7-5, 6-3), il bat Juan Martín del Potro (4-6, 7-65, 6-2, 7-63) pour atteindre les huitièmes de finale battu par John Isner (62-7, 6-3, 62-7, 64-7). Gilles Simon devient ainsi le quatrième joueur français en activité (avec Jo-Wilfried Tsonga, Richard Gasquet et Arnaud Clément) à avoir atteint au moins les huitièmes de finale dans les quatre tournois du Grand Chelem.
Après une défaite sèche en demi-finale de Coupe Davis contre David Ferrer (6-1, 6-4, 6-1), Gilles Simon enchaine avec la tournée en Asie avec l'Open de Thaïlande. Exempté de premier tour, il bat Lu Yen-hsun puis Matthias Bachinger. En demi-finale, il perd contre Andy Murray, concédant ainsi sa huitième défaite d'affilée contre l'Écossais. Engagé la semaine suivante au tournoi de Pékin, il perd au premier tour contre Marcel Granollers (6-3, 6-1). La semaine suivante à Shanghai, il se qualifie pour les huitièmes de finale en battant Albert Montañés (6-1, 6-1) mais réalise une contre-performance au tour suivant battu par Matthew Ebden (6-2, 2-6, 7-6(8) qui issu des qualifications et classé 137e mondial.
De retour sur le circuit au tournoi de Saint Petersbourg, Gilles Simon est battu dès son entrée en lice par Adrian Mannarino (2-6, 6-4, 6-4), puis également au premier tour à l'open de Valence face à Nikolay Davydenko (6-4, 4-6, 6-3) contre qui il menait pourtant 5 à 1 dans leurs confrontations. Condamné à remporter le dernier tournoi de l'année, les Masters de Paris-Bercy, pour garder des chances de qualifications pour les Masters 2011, il échoue dès son premier tour contre Juan Mónaco (4-6, 0-6). Il finit la saison sur une importante série d'échecs et à la 12e place mondiale du classement ATP.
Pendant la trêve hivernale il remporte l'Open de Caen, tournoi hors calendrier ATP/ITF.

### 2012: excellents résultats en Masters 1000

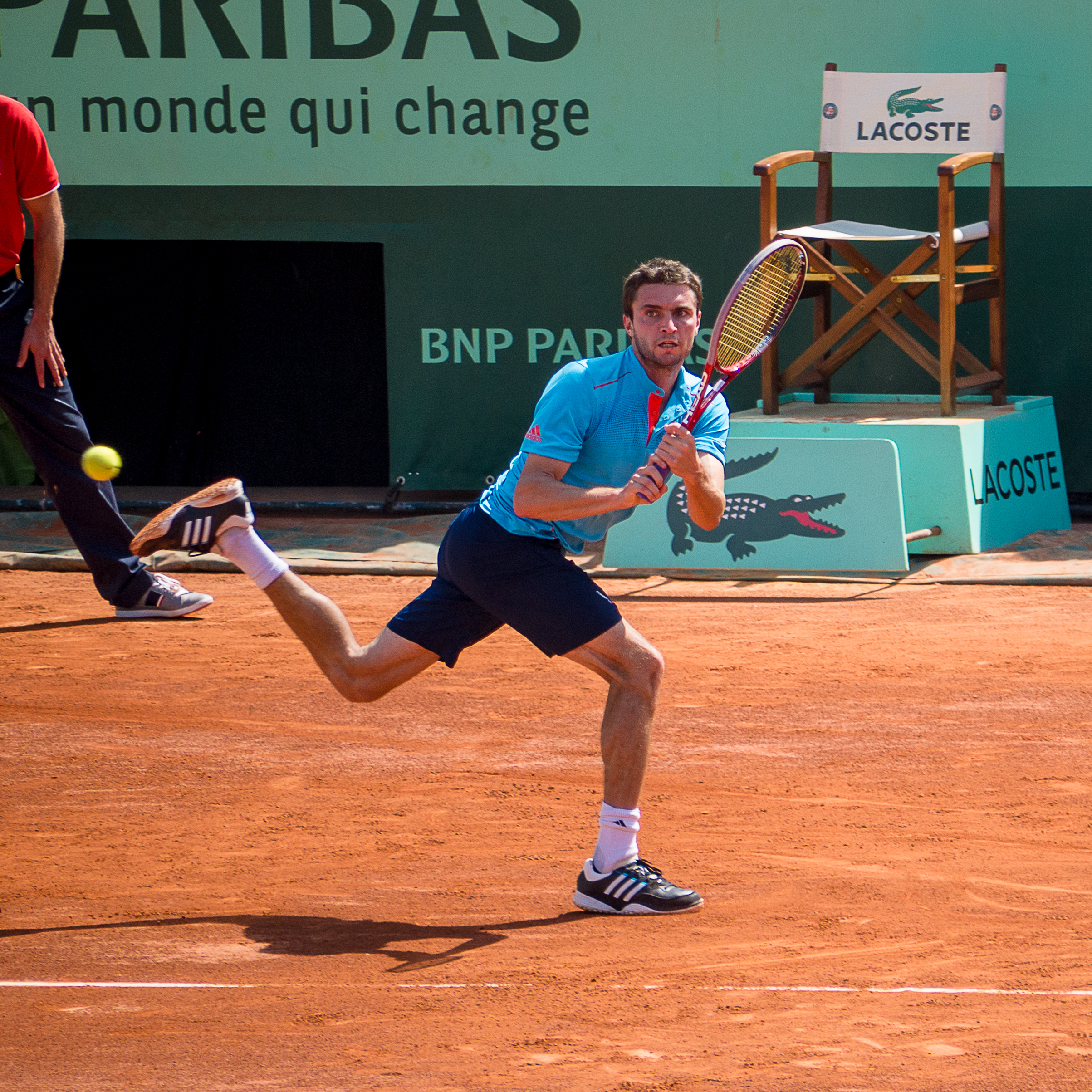
Roland-Garros 2012 contre Brian Baker.

Gilles Simon reprend la compétition pour la saison 2012 lors du tournoi de Brisbane en atteignant la demi-finale perdue contre Alexandr Dolgopolov (6-3, 6-4). Lors de l'Open d'Australie, il est éliminé, comme l'année précédente au second tour, par Julien Benneteau (5-7, 68-7, 6-1, 6-3, 2-6) en 4 heures et 12 minutes. Au tournoi de Montpellier, il avance jusqu'en demi-finales mais subit sa première défaite en trois confrontations face à Gaël Monfils (4-6, 7-64, 6-4), malgré une balle de match à 6-5 dans le deuxième set sur le service adverse.
Il part en tournée sur la terre battue sud-américaine en février. Il s'incline au 2e tour à l'Open du Brésil contre David Nalbandian (6-3, 6-2) puis enchaine deux défaites aux premiers tours des tournois de Buenos Aires et d'Acapulco à chaque fois en deux sets contre Carlos Berlocq réalisant une très mauvaise série sur cette surface. La tournée nord-américaine commence beaucoup mieux puisqu'il atteint pour la première fois les quarts de finale du Masters d'Indian Wells, en battant successivement Dudi Sela (7-5, 66-7, 6-4), Stanislas Wawrinka (6-4, 6-4), Ryan Harrison (7-6, 5-7, 6-1) mais perd contre le futur finaliste John Isner (3-6, 6-1, 7-5). Il passe deux tours au Masters de Miami mais s'incline en huitième de finale face à Andy Murray (6-3, 6-4).
Au début de la saison sur terre battue, il atteint la demi-finale du Masters de Monte-Carlo, en battant successivement Benjamin Balleret (6-3, 6-2), Frederico Gil (6-3, 6-0), le no 8 mondial Janko Tipsarević (6-0, 4-6, 6-1) et le no 5 mondial Jo-Wilfried Tsonga (7-5, 6-4). C'est la première fois qu'il bat deux joueurs du top 10 dans un même tournoi et également à la suite. Face à Rafael Nadal en demi-finale, il échoue à convertir sept balles de break et perd le match 6-3, 6-4. Il remporte la semaine suivante le tournoi de Bucarest (pour la troisième fois après ses titres de 2007 et 2008) dont il est la tête de série no 1 en battant en finale Fabio Fognini (6-4, 6-3). Cette victoire lui permet néanmoins d'être le troisième joueur français à avoir remporté au moins dix titres en simple sur le circuit ATP, après Yannick Noah et Guy Forget. Sur la terre battue bleue des Masters de Madrid il élimine à nouveau Fabio Fognini (61-7, 6-3, 6-3), puis Guillermo García-López (6-4, 6-3) pour atteindre les huitièmes de finale battu par Janko Tipsarević (63-7, 7-5, 1-6). La semaine suivante lors des Masters de Rome, il est également battu en huitième de finale par David Ferrer (0-6, 65-7). À l'Open de Nice, dernier tournoi de préparation avant Roland-Garros, il élimine Grigor Dimitrov (6-3, 6-3) et Thomaz Bellucci (7-5, 6-0) pour atteindre les demi-finales où il chute contre Nicolás Almagro (1-6, 3-6). À Roland-Garros, il commence difficilement son tournoi en étant mené 3-6, 4-5 (15-40) service Ryan Harrison avant d'inverser la tendance et de remporter son match (3-6, 7-5, 6-4, 6-1). Lors de la rencontre suivante contre Brian Baker, la révélation du circuit des semaines précédentes, il doit batailler pour l'emporter 6-4, 6-1, 64-7, 1-6, 6-0 et chute finalement au tour suivant contre Stanislas Wawrinka (5-7, 7-65, 7-63, 3-6, 2-6) alors qu'il servait à 3-1 dans le quatrième set.
Il commence la saison sur gazon par une défaite lors de son premier match au tournoi du Queen's face à Simone Bolelli (6-4, 3-6, 62-7). Il est élu le 23 juin au Conseil des joueurs de l'ATP World Tour aux côtés de Roger Federer, Kevin Anderson et Jarkko Nieminen, et déclare le surlendemain qu'il souhaiterait revenir sur la parité des gains dans les Grands Chelem entre les tableaux homme et femme au motif d'une durée des matchs différentes (trois sets gagnants contre deux) et surtout, selon lui, d'un intérêt moindre du public pour le tableau féminin avec entre autres preuves le prix moins élevé des places ; cette position provoque un début de polémique notamment avec quelques personnalités du circuit féminin,. Gilles Simon entame le tournoi de Wimbledon par une victoire contre Paul-Henri Mathieu (6-3, 5-4 ab.), mais perd contre Xavier Malisse (4-6, 4-6, 65-7). Après un premier tour difficile lors du tournoi de Hambourg, dont il est le tenant du titre, contre Carlos Berlocq (4-6, 7-65, 6-1), il perd contre Tommy Haas (6-4, 3-6, 4-6). Il atteint cependant avec Jérémy Chardy la demi-finale en double, sa première sur le circuit ATP, en éliminant au passage la 8e paire mondiale Mahesh Bhupathi - Rohan Bopanna.
Gilles Simon est sélectionné en simple dans l'équipe française de tennis pour le tournoi des Jeux olympiques de Londres (qui se joue sur le gazon de Wimbledon). Tête de série no 12, il élimine au premier tour Mikhail Kukushkin (6-4, 6-2), puis Grigor Dimitrov (6-3, 6-3). Il est ensuite éliminé par Juan Martín del Potro en huitième de finale (6-1, 4-6, 6-3). Lors de l'US Open, tête de série no 16, il bat Michael Russell (7-65, 3-6, 5-7, 6-4, 6-1), Jimmy Wang (6-4, 4-6, 6-4, 6-4) mais, diminué par une blessure à l'épaule, il perd au 3e tour face à Mardy Fish (1-6, 7-5, 65-7, 3-6).
Il commence la saison asiatique sur court couvert en participant à l'Open de Bangkok. Alors qu'il annonce la fin de sa collaboration avec son entraîneur Thierry Tulasne, il élimine Go Soeda (6-4, 6-4), puis Gaël Monfils (6-4, 6-1) et la tête de série no 1 Janko Tipsarević (6-4, 6-4) pour atteindre la finale contre Richard Gasquet que, diminué, il perd 2-6, 1-6. Aux Masters de Shanghai, après avoir éliminé Jürgen Melzer (6-4, 6-2), il s'incline au deuxième tour contre Alexandr Dolgopolov (6-3, 6-4) écartant ainsi toute possibilité de participer aux Masters de fin d'année à Londres.
Lors des Masters de Bercy, il élimine successivement Márcos Baghdatís (7-5, 6-1), Victor Hănescu (lucky loser remplaçant Roger Federer ; 7-5, 6-3), bénéficie du forfait de Kei Nishikori, puis bat Tomáš Berdych (6-4, 6-4) mais perd en demi-finale contre Jerzy Janowicz (6-4, 7-5), la révélation du tournoi. Il finit la saison 2012 à la seizième place mondiale.

### 2013: année en demi-teinte

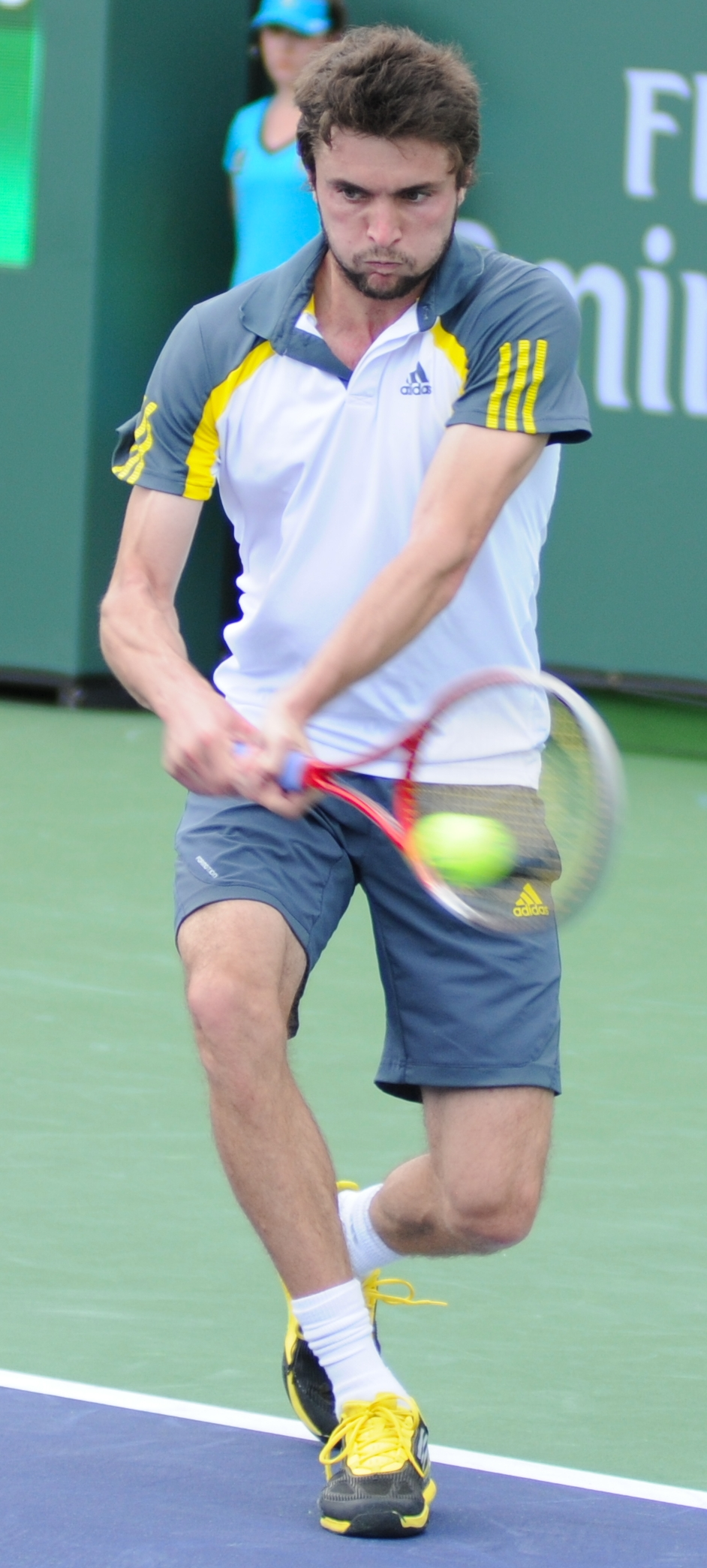
Indian Wells 2013.

Gilles Simon commence la saison 2013 lors du tournoi de Brisbane, diminué par des problèmes récurrents de cervicales, où il élimine Alejandro Falla (7-65, 7-65) mais perd en quart contre Márcos Baghdatís (3-6, 4-6). Lors de l'Open d'Australie, où il est tête de série no 14, il élimine Filippo Volandri (2-6, 6-3, 6-2, 6-2), Jesse Levine (2-6, 6-3, 7-64, 6-2), puis Gaël Monfils (6-4, 6-4, 4-6, 1-6, 8-6) lors d'un match de 4 h 40, très décousu à partir du troisième set du fait des gros problèmes physiques rencontrés par les deux joueurs. En huitième de finale, il est facilement battu par Andy Murray (6-3, 6-1, 6-3).
Lors du tournoi de Rotterdam, après avoir notamment battu Martin Kližan (66-7, 6-3, 3-0 ab.) en quart de finale, il s'incline en demi-finale contre Julien Benneteau (4-6, 62-7). La semaine suivante au tournoi de Marseille, il bat Robin Haase (7-5, 7-5), Roberto Bautista-Agut (6-3, 6-1), puis Juan Martín del Potro (6-4, 6-3) mais s'incline en demi-finale contre Jo-Wilfried Tsonga (2-6, 2-6). Lors des Masters d'Indian Wells, il bat Paolo Lorenzi (6-3, 3-6, 7-5), en étant pourtant mené 5-1 dans le troisième set et en sauvant trois balles de match, puis Benoît Paire (3-6, 7-65, 6-4) mais s'incline en huitième de finale contre Kevin Anderson (3-6, 6-1, 4-6). Il enchaîne avec les Masters de Miami où il bat Lleyton Hewitt (6-3, 6-3), Grega Žemlja (6-4, 6-4) et Janko Tipsarević no 7 (5-7, 6-2, 6-2) mais est battu en quart de finale par Tommy Haas (6-3, 6-1).
Lors du quart de finale de Coupe Davis perdu 3 à 2 contre l'équipe d'Argentine, il s'incline lors de ses deux matchs contre Juan Mónaco (627, 2-6, 4-6) et surtout contre Carlos Berlocq (4-6, 7-5, 4-6, 4-6) dans le cinquième match décisif, n'ayant remporté qu'un seul match à enjeu pour huit défaites dans cette épreuve, et se déclarant très marqué par cette dernière,. De fait, il chute dès le premier tour du Masters de Monte-Carlo face à Roberto Bautista-Agut (3-6, 66-7) et annonce qu'il reprend une collaboration avec un entraineur pour « travailler et améliorer son jeu ». Après une série de contre-performances sur terre battue, Gilles Simon atteint les demi-finales de l'open de Roumanie — dont il est triple vainqueur et tenant du titre — en battant Jarkko Nieminen (4-6, 6-4, 6-4) récent quart de finaliste à Monte-Carlo, puis Daniel Brands (6-1, 7-5), mais s'incline contre Lukáš Rosol (2-6, 3-6). Il annonce alors sa collaboration avec l'entraineur allemand Jan De Witt, officiant également auprès de Jarkko Nieminen, avec lequel il déclare partager le goût de l'analyse fine des statistiques et des aspects du jeu. Il enchaine aux Masters de Madrid en battant Julien Benneteau (2-6, 7-5, 6-3) puis Jérémy Chardy (6-4, 7-65) avant de s'incliner contre Andy Murray (6-2, 4-6, 66-7) après un long match, qu'il considère, de référence. La semaine suivante lors des Masters de Rome, il élimine Filippo Volandri (6-3, 2-6, 6-4) puis Mikhail Youzhny (7-5, 6-3) mais est sèchement battu par Roger Federer (6-1, 6-2). Il s'aligne enfin à l'Open de Nice — en tant que tête de série no 1 après le forfait de Tomáš Berdych — où il bat Guillaume Rufin (6-4, 6-3) mais chute en quart de finale contre Pablo Andújar (4-6, 5-7). Lors de Roland-Garros, il commence par une première victoire contre Lleyton Hewitt (3-6, 1-6, 6-4, 6-1, 7-5) en remontant de deux sets à zéro pour la première fois, puis élimine Pablo Cuevas (62-7, 6-1, 6-1, 6-1) et Sam Querrey (2-6, 6-3, 2-6, 7-62, 6-2). En huitième de finale, il perd contre Roger Federer (6-1, 4-6, 2-6, 6-2, 6-3) pour ce qui constitue la 900e victoire du Suisse sur le circuit.
Gilles Simon fait le choix de commencer sa saison sur gazon en double lors du tournoi du Queen's associé à Jarkko Nieminen ; ils perdent au premier tour contre Nicolas Mahut et Jo-Wilfried Tsonga 5-7, 5-7. Tête de série no 2 au tournoi d'Eastbourne, il élimine Kyle Edmund (7-65, 7-63), Bernard Tomic (7-68, 6-3) et Andreas Seppi (6-4, 6-3) mais perd sa première finale sur gazon contre Feliciano López (62-7, 7-65, 0-6) lors d'un match fortement perturbé par des bourrasques de vent. Quelques jours plus tard, lors de Wimbledon, il s'incline à nouveau au premier tour contre Feliciano López (2-6, 4-6, 611-7). Pendant toute la saison sur gazon Simon est victime de toux de plus en plus violente, à son retour chez lui et après plusieurs examens le verdict tombe il est atteint de la Coqueluche dite «toux des cent jours» et en toussant il s'est fêlé une côte et doit être au repos pour un mois,.
Il commence la tournée nord-américaine sur dur lors du Classic de Washington où il chute au deuxième tour contre Dmitri Toursounov (4-6, 2-6) puis s'aligne aux Masters du Canada perdant à nouveau au premier tour contre Nikolay Davydenko (2-6, 6-1, 6-1). Il déclare ensuite forfait pour l'US Open notamment en raison des séquelles de la coqueluche.
Gilles Simon reprend la compétition lors de l'Open de Moselle à Metz où il bat Kenny de Schepper (6-2, 6-3), Sam Querrey (6-4, 7-61), puis Nicolas Mahut (6-3, 7-62) et s'impose en finale contre le double tenant du titre, Jo-Wilfried Tsonga (6-4, 6-3), remportant ainsi le onzième titre de sa carrière. Il enchaine quelques jours plus tard avec le tournoi de Bangkok où il élimine Bernard Tomic (6-4, 7-5), puis Igor Sijsling (6-4, 5-7, 6-4) mais s'incline en demi-finale contre Tomáš Berdych (7-65, 2-6, 5-7). Lors des Masters de Shanghai, il s'incline au premier tour contre Benoît Paire (4-6, 3-6), écartant ainsi quasiment toute possibilité éventuelle de participer à la finale des Masters de l'ATP tour à Londres. Pour le dernier tournoi de l'année aux Masters de Paris-Bercy, il élimine difficilement Nicolas Mahut (6-4, 65-7, 7-63) mais s'incline au tour suivant contre David Ferrer (2-6, 3-6).
Gilles Simon finit la saison 2013 à la 20e place mondiale, l'un de ses plus mauvais classements depuis 2008 (mis à part quelques mois en 2010), en ayant gagné un titre et sans réaliser de performance majeure durant l'année.

### 2014: début difficile et2efinale en Masters 1000

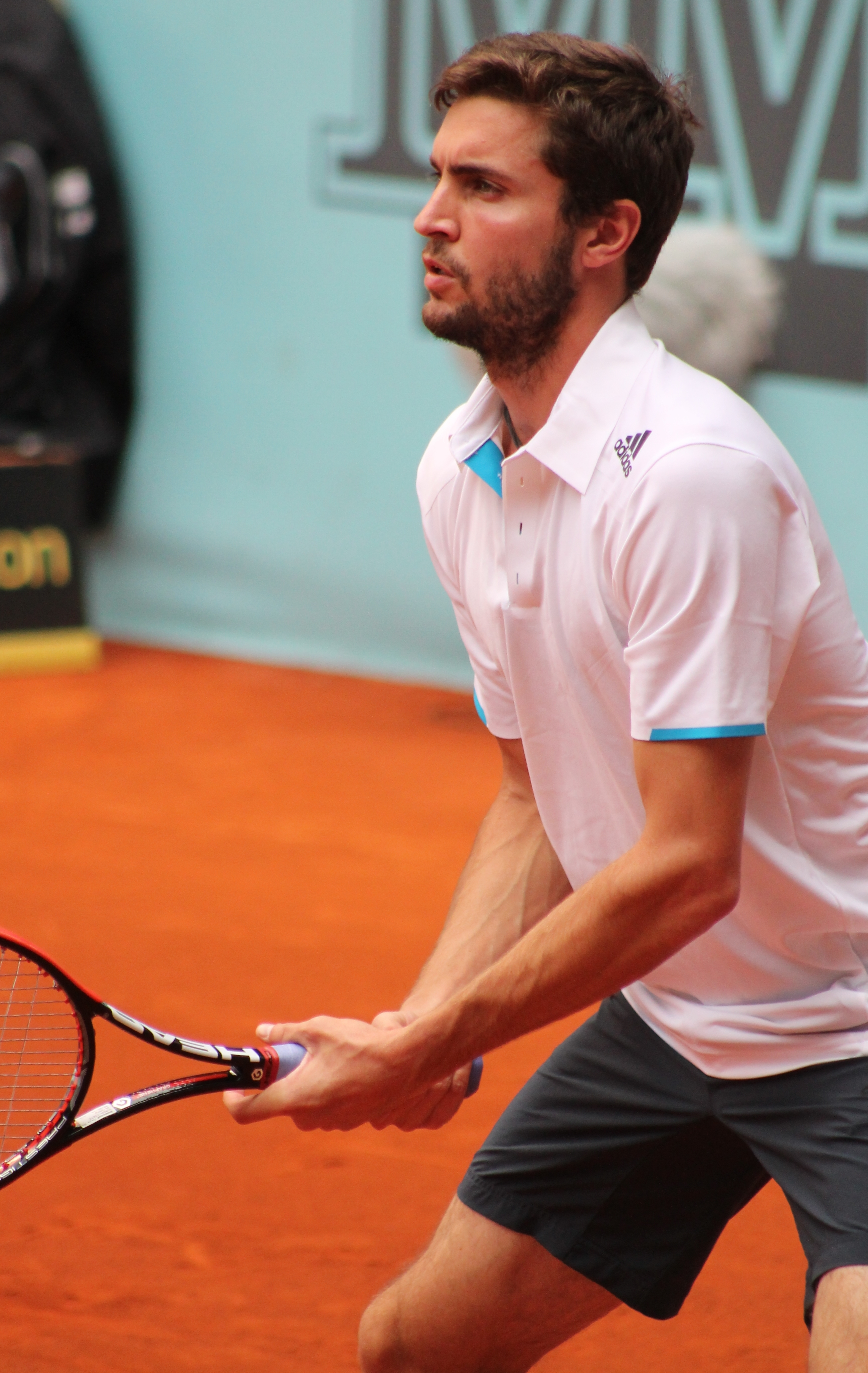
Madrid 2014.

Gilles Simon commence la saison 2014 à l'Open de Brisbane où il chute dès son premier match contre Marius Copil (7-5, 6-3). Souffrant d'une entorse à la cheville, il commence l'Open d'Australie — classé tête de série no 18 — par une victoire lors d'un match marathon de 4 h 30 en sauvant sept balles de match contre Daniel Brands (64-7, 6-4, 3-6, 6-3, 16-14). Dans ce match, il réussit 32 aces, son record, sauve 23 balles de break sur 25 et parvient à remporter un jeu blanc sur 4 aces de suite,. Il bat ensuite Marin Čilić en cinq sets et 3 h 57 de jeu (4-6, 7-63, 6-75, 6-1, 6-2) puis s'arrête en 1/16 de finale contre le 10e mondial Jo-Wilfried Tsonga.
Il perd en quart à Acapulco en passant près de battre Andy Murray no 7 mondial. Lors de leur dernière rencontre en 2013, il avait eu des balles de match. Cette fois, il sert à 6-1, 5-2 pour le gain de la partie mais perd finalement 6-1, 6-74, 2-6.
Après 2 mois de mauvais résultats en mars et avril, Simon réussit à accrocher Rafael Nadal sur la terre battue du Masters de Rome. Malgré une balle de match sauvée dans le deuxième set, il s'incline après 3 heures 18 de combat (6-71, 7-64, 2-6). Nadal avoue avoir souffert mentalement dans ce match,.
À Roland-Garros, il s'arrête au troisième tours contre Milos Raonic no 9 mondial sur le score serré de 6-4, 3-6, 6-2, 2-6, 5-7 puis à Wimbledon il est stoppé sèchement au troisième tour par Novak Djokovic.
En 1/16 de finale à Cincinnati, il prend pour la deuxième fois de la saison un set au no 1 mondial, après Nadal c'est cette fois Djokovic, 3-6, 6-4, 4-6. À l'US Open Gilles Simon parvient à éliminer le no 5 mondial David Ferrer et déclare que cette année restera celle où il a gagné le moins de matchs accrochés, contre Murray et Nadal notamment. Il s'ouvre alors le tableau avec en 1/8 Marin Čilić contre qui il n'a jamais perdu et un probable 1/4 contre Tomáš Berdych face auquel il mène dans les confrontations 5 à 3. Contre toute attente, c'est Čilić qui l'emporte et ses espoirs de nouveau 1/4 ou première 1/2 s'envolent. Simon déclare sortir touché physiquement et surtout mentalement par cette défaite. Marin Čilić remporte ensuite l'US Open à la surprise générale, sans avoir été autant accroché que contre Simon. Le Croate déclare avoir commencé à jouer très bien à partir du cinquième set contre le Français.
La tournée asiatique débute avec un échec au premier tour à Shenzhen. Au tournoi ATP 500 de Tokyo, il bat au premier tour Roberto Bautista-Agut 17e mondial qui abandonne sur blessure après avoir manqué six balles de match. Ensuite, bénéficiant d'un tableau dégagé, il atteint les demi-finales où il s'arrête face à Milos Raonic.
Le 12 octobre 2014, il joue la finale du Masters de Shanghai, face à Roger Federer après avoir sorti deux joueurs du top 10, Stanislas Wawrinka au 2e tour et Tomáš Berdych en quarts. En finale, il break dans le premier jeu mais perd finalement son service au moment de servir pour le set, après avoir sauvé 2 balles de set et s'en être procuré une, il perd la première manche au tie break. Dans la deuxième manche, il est cette fois le premier à se procurer 2 balles de set mais perd le match au bout du deuxième tie break.
Sa fin de saison, en Europe, est moins fructueuse puisqu'il comptabilise deux échecs au premier tour à Valence puis à Paris.
Avec le statut de remplaçant, il assiste impuissant à la défaite en finale de l'équipe de France de Coupe Davis face à l'équipe suisse de Roger Federer et Stanislas Wawrinka.
Il a joué le plus long match de l'année (ATP et Grand Chelem) contre Daniel Brands à l'Open d'Australie en 4 heures 35 minutes (6-7, 6-4, 3-6, 6-3, 16-14) et également le match le plus long en Masters 1000 en 3 heures 18 minutes contre Rafael Nadal à Rome (7-6, 6-7, 6-2).[réf. nécessaire]

### 2015: quart de finale à Wimbledon et retour dans le top 10
L'année commence avec une défaite contre un modeste Australien au premier tour de l'Open de Brisbane puis un 3e tour (1/16) à l'Open d'Australie face au 10e mondial David Ferrer dans un match très disputé où le Français a effectué plusieurs remontées (2-6, 5-7, 7-5, 64-7 en 3 h 37). Alors que l'Espagnol sert pour le match dans le 3e set, Simon remporte trois jeux de suite et la manche 7-5. Ensuite dans le 4e set, il recolle cette fois à 6-6 après avoir été mené 1-5 mais échoue dans le tie-break. Ferrer boitant, la chaussette tachée de sang et très fatigué, déclare à Simon au filet qu'il a eu l'impression de faire face à un roc. Lors du tournoi, il réussit un service à 227 km/h, son record, ce qui le place alors au 40e rang des serveurs les plus rapides (en). À Rotterdam, il bat en quart de finale le no 4 mondial Andy Murray avant de perdre en demi-finale contre Tomáš Berdych. La semaine suivante, il remporte son 12e titre à l'Open 13 de Marseille en battant en finale son ami Gaël Monfils, avec qui il partage le même entraîneur, après un match intense de 2 h 30 (6-4, 1-6, 7-64). Pour le premier tour de Coupe Davis à Francfort il bat difficilement Jan-Lennard Struff no 74 mondial 7-64, 2-6, 6-71, 6-2, 10-8 mais permet à la France de remporter la rencontre. En mars, pour son entrée en lice au premier Masters 1000 de la saison à Indian Wells, il s'impose face au Tunisien Malek Jaziri (6-3, 4-6, 6-2) et à l'Allemand Michael Berrer (6-2, 7-5), avant de perdre contre Rafael Nadal (2-6, 4-6) en huitième de finale. À l'issue du Masters de Miami où il perd en 1/8 face à David Ferrer (65-7, 0-6) , il redevient no 1 français.

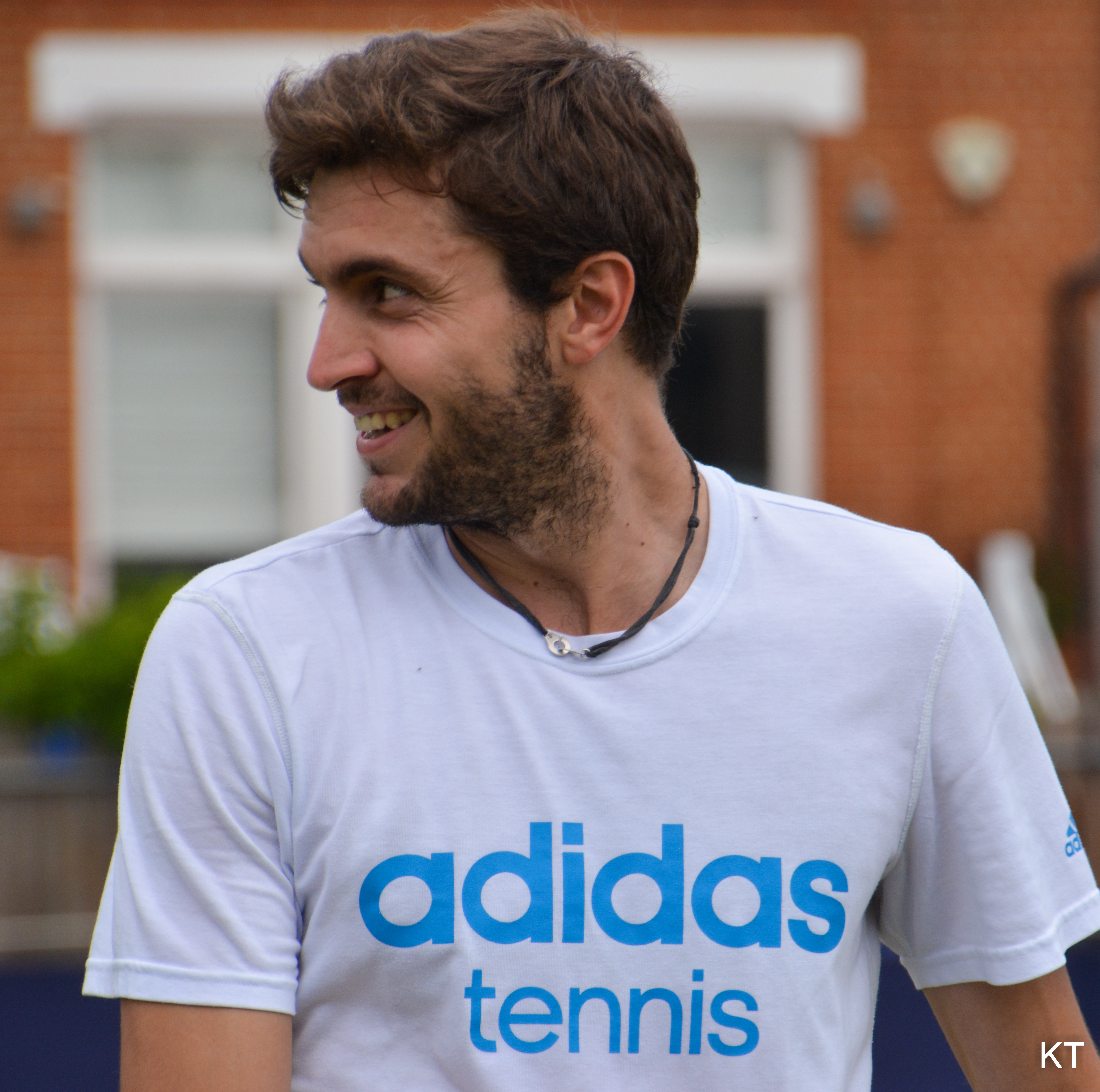
Queen's 2015.

Au Masters de Monte-Carlo sur terre battue, il perd de nouveau contre David Ferrer. À Bucarest, il s'arrête en 1/4 et abandonne au deuxième tour de Madrid contre Dominic Thiem (65-7, 0-2). À Roland-Garros, après s'être difficilement défait de Nicolas Mahut notamment à cause de deux tie-breaks perdus (6-2, 66-7, 66-7, 6-3, 6-1), il atteint les 1/8 où il s'arrête en 3 sets face au futur vainqueur Stanislas Wawrinka.
Lors de la saison sur herbe, au Queen's, il bat David Goffin en trois sets, en sauvant deux balles de match, puis Thanasi Kokkinakis en deux sets. En quart de finale, il affronte le Canadien Milos Raonic, 8e mondial qu'il n'a jamais battu en trois confrontations. Auteur d'un match à suspense et en élevant son niveau de jeu, Simon parvient à s'imposer 4-6, 6-3, 7-5 en plus de deux heures de jeu. Il affronte un autre grand serveur en demi-finale, Kevin Anderson, mais perd (3-6, 7-66, 3-6) et met fin à son bon parcours. À Nottingham, il sauve une nouvelle fois des balles de match (3) au premier tour contre Marcel Granollers 4-6, 7-63, 7-60 après plus de 3 heures de jeu. En quart, c'est cette fois lui qui ne parvient pas à convertir 2 balles de match contre Sam Querrey (5-7, 7-68, 6-4). Après avoir une nouvelle fois échoué à remporter un premier tournoi sur gazon, il se présente malgré tout à Wimbledon en pleine confiance. Après un troisième tour en 5 sets contre Gaël Monfils joué sur deux courts différents (le match s'est terminé sous les projecteurs du court central), Simon réussit une belle performance en prenant une revanche sur Tomáš Berdych no 6 mondial qui l'avait privé de finale à Rotterdam (6-3, 6-3, 6-2) en montrant ses qualités de relanceur. C'est le deuxième quart de finale en Grand Chelem de sa carrière après l'Open d'Australie 2009. Il est battu par Roger Federer en trois manches mais en parvenant toutefois à breaker le Suisse, ce que seul Novak Djokovic parviendra à réaliser en finale. Après une victoire contre James Ward dans le premier match de la rencontre de quart de Coupe Davis sur le gazon britannique, il se voit dans l'obligation de battre Andy Murray dans un quatrième match décisif. Il remporte le premier set puis perd le second au tie break et le match 0-6 dans le quatrième set.
La saison nord-américaine sur dur est très mauvaise avec des défaites au premier tour face à Mikhail Youzhny au Canada, Ivo Karlović à Cincinnati et contre Aljaž Bedene à Winston-Salem où il rate deux balles de match (6-75, 7-65, 7-68 en 3h). Le Britannique 58e mondial déclare avoir réalisé le meilleur match de sa carrière. À l'US Open, il réalise une nouvelle contre performance en s'inclinant dès le premier tour face à l'Américain Donald Young alors qu'il menait 2 sets à 0 (2-6, 4-6, 6-4, 6-4, 6-4). Il revient tout de même à la 10e place mondiale ; il n'avait plus intégré le top 10 depuis près de 6 ans.
Pendant la semaine des demi-finales et barrages de la Coupe Davis auxquels la France ne participe pas, Gilles Simon joue et remporte l'Open de tennis de la baie de Somme contre Grégoire Burquier (6-73, 7-5, 6-3).
À Metz, il atteint pour la troisième fois la finale, où il s'est imposé les deux fois précédentes. Mais cette fois Jo-Wilfried Tsonga prend sa revanche de la finale 2013 pour s'adjuger un troisième titre en Moselle. À Tokyo, associé pour la première fois au Pakistanais Aisam-Ul-Haq Qureshi, il atteint pour la deuxième fois de sa carrière les demi-finales d'un tournoi ATP et comme en 2012 à Hambourg, il s'agit d'un ATP 500. Pour cela ils ont notamment battu la 5e paire mondiale de double formée de Nicolas Mahut et Pierre-Hugues Herbert. Lors du Masters de Paris, il échoue en huitièmes de finale contre le no 1 mondial Novak Djokovic (3-6, 5-7). Dans ce match, il concrétise tout de même 5 balles de break sur 10 contre 7/9 pour le Serbe. Une nouvelle fois associé à Qureshi, il manque de peu de battre les frères Bryan (1-6, 6-2, [7-10]).

### 2016: saison mitigée
Le Français commence sa saison par le tournoi de Brisbane. Malheureusement, il échoue dès le 1er tour face au Bulgare Grigor Dimitrov (3-6, 610-7). Il enchaîne la semaine suivante par le tournoi d'exhibition de Kooyang où il se blesse aux abdominaux. Il décide tout de même de participer au premier Grand Chelem de la saison à Melbourne, physiquement incertain et exprimant ses doutes. Néanmoins, il bat successivement Vasek Pospisil (64-7, 6-3, 6-2, 6-4), Evgeny Donskoy (6-3, 5-7, 7-61, 4-6, 7-5) puis Federico Delbonis (6-3, 6-2, 6-1) au cours d'une rencontre très propre durant laquelle le Français se félicite d'avoir retrouvé ses sensations dans ses coups. Il se qualifie donc pour les huitièmes de finale où il affronte le tenant du titre et numéro 1 mondial Novak Djokovic. Gilles Simon, faisant preuve de beaucoup de justesse et d'intensité dans ses coups, parvient à amener le Serbe dans un 5e set, après 4 manches de haut niveau. Malheureusement, à bout physiquement, le no 3 tricolore rend les armes, fier de son jeu face au Serbe compte tenu de sa nette supériorité sur l'ensemble des joueurs du circuit. Alors qu'il se pensait diminué en raison d'une contraction aux abdominaux en arrivant à Melbourne, il quitte donc la compétition sur le score de 3-6, 7-61, 4-6, 6-4, 3-6 le tout en un peu plus de quatre heures et demie de combat.
Il poursuit sa saison par le tournoi de Montpellier où il bénéficie du statut de tête de série no 3. Exempté du 1er tour, il s'incline dès son entrée en lice face à Dustin Brown (4-6, 4-6). Il participe la semaine suivante au tournoi de Rotterdam. Il bat au 1er tour le local de la compétition Robin Haase, 7-65, 6-1, non sans mal puisqu'il était mené 2-5 dans la première manche avant de recoller au score et de conclure la rencontre par une seconde manche à sens unique. Il s'incline malheureusement au tour suivant face au jeune espoir Allemand Alexander Zverev (5-7, 6-3, 64-7) en 3h00. Il participe ensuite à l'Open 13, dont il est le tenant du titre, mais s'incline dès le 1er tour face à Teymuraz Gabashvili (6-3, 3-6, 67-7).
Il est appelé par Yannick Noah pour disputer le 1er tour de Coupe Davis contre le Canada, au même titre que Gaël Monfils, Richard Gasquet, Jo-Wilfried Tsonga et Édouard Roger-Vasselin (remplaçant). Il est aligné pour disputer les simples et rapporte le deuxième point de la rencontre à la France en s'imposant 7-5, 6-3, 6-3 face à Vasek Pospisil, 44e mondial. Un match difficile puisqu'il était mené 0-5 dans le premier set avant de le remporter 7-5. L'équipe se qualifie par la suite pour les quarts de finale. Dans la foulée, il entame la saison américaine avec le tournoi d'Indian Wells. Exempté du 1er tour, il s'impose de nouveau face à Vasek Pospisil au tour suivant, en entamant la rencontre de manière identique que lors du 1er tour de Coupe Davis. En effet, le Français est mené 0-5 dans la première manche mais s'incline cette fois 1-6 dans le 1er set. Le Canadien se met ensuite à faire beaucoup plus de fautes et Gilles remporte finalement les deux derniers sets (6-0, 6-1). Très faible au service et commettant beaucoup de fautes directes, il s'incline au 3e tour contre Alexander Zverev (2-6, 2-6), quant à lui très solide dans son jeu. À Miami, la semaine suivante, il bat pour son entrée en lice l'Argentin Juan Mónaco (7-5, 6-1) puis au tour suivant le Croate Marin Čilić, 11e mondial, (6-3, 64-7, 6-3), tous deux auteurs d'un match relevé de plus de 2 h 45 où le Français a su se montrer opportuniste dans les moments importants. Il corrige en 1/8 de finale son compatriote Lucas Pouille, tombeur de David Ferrer au 3e tour (6-0, 6-1) mais s'incline contre David Goffin en quart de finale (6-3, 2-6, 1-6) en presque deux heures.
Gilles Simon entame sa saison sur terre battue par le Masters 1000 de Monte-Carlo. Tête de série no 15, il bat pour son entrée en lice le Serbe Viktor Troicki (6-3, 6-4), puis au 2e tour le Bulgare Grigor Dimitrov (6-4, 6-3) avant de chuter lourdement en 1/8 de finale contre Stanislas Wawrinka (1-6, 2-6). Il poursuit par le tournoi d'Estoril où, en qualité de tête de série no 1, il bat pour son entrée en lice son compatriote Paul-Henri Mathieu (3-6, 6-2, 6-1) avant de s'incliner contre Pablo Carreño-Busta en 1/4 de finale (3-6, 4-6). Il enchaîne la semaine suivante par le Masters 1000 de Madrid en s'imposant au 1er tour (6-3, 3-6, 6-4) face à Márcos Baghdatís, puis en prenant sa revanche sur Pablo Carreño-Busta (2-6, 6-3, 6-4) avant d'être battu par Andy Murray en 1/8 de finale (4-6, 2-6). Absent du Masters 1000 de Rome, on le retrouve deux semaines plus tard au tournoi de Nice. Exempté du 1er tour, il bat pour son entrée en lice Taylor Fritz (6-4, 6-4) avant de s'incliner en 1/4 de finale contre Alexander Zverev (3-6, 7-68, 61-7), malgré 2 balles de matchs dans le dernier set. À Roland-Garros, il bat au 1er tour le Brésilien Rogério Dutra Silva (7-65, 6-4, 6-2). Au tour suivant, il s'impose difficilement face à Guido Pella en 5 sets (4-6, 1-6, 7-5, 7-64, 6-4) et 4 h 32 de jeu. Le Français a notamment su débreaker dans le 4e set lorsque son adversaire servait pour le match et a dû valider la rencontre au bout de 7 balles de match. En conférence de presse, il avoue avoir joué l'un des cinq matches les plus fatigants de sa carrière. Il s'incline au 3e tour contre Viktor Troicki (4-6, 2-6, 2-6).
Il commence sa saison sur gazon par le tournoi de Stuttgart. Exempté du 1er tour, il s'impose au 2e tour face à Jan-Lennard Struff (6-4, 4-6, 6-2) avant de perdre contre Juan Martín del Potro (7-63, 3-6, 0-6). Il est aligné la semaine suivante au tournoi du Queen's où il s'incline dès son entrée en lice contre l'invité Kyle Edmund (4-6, 6-3, 1-6). Présent à Wimbledon, il bat au 1er tour Janko Tipsarević (4-6, 6-4, 7-5, 6-3) avant d'être écarté par Grigor Dimitrov au tour suivant (3-6, 61-7, 6-4, 4-6).
Il est de nouveau appelé par Yannick Noah pour disputer le 1/4 de finale de Coupe Davis contre la République tchèque, cette fois-ci en tant que cinquième homme, au même titre que Lucas Pouille, Jo-Wilfried Tsonga, Pierre-Hugues Herbert et Nicolas Mahut. Par la suite, il est éliminé d'entrée de jeu au tournoi de Gstaad par Thiago Monteiro, 110e mondial, (2-6, 4-6). Ces défaites récurrentes ajoutées à un ratio victoire/défaite de 19 pour 15 le conduit à sortir du top 30 au classement du 25 juillet. Absent au Masters 1000 de Toronto, on le retrouve deux semaines plus tard aux Jeux olympiques pour représenter les couleurs de la France. Aligné seulement en simple, il écarte tout d'abord Borna Ćorić (6-4, 7-61), puis Yuichi Sugita (7-63, 6-2) avant d'être battu par Rafael Nadal en 1/8 de finale dans un match très accroché (65-7, 3-6). Malgré une semaine encourageante compte tenu de ses performances cette saison, il est éliminé dès le 1er tour du Masters 1000 de Cincinnati par Grigor Dimitrov (1-6, 3-6). Même désillusion à Winston-Salem, battu par Diego Schwartzman (62-7, 1-6). Il renoue avec la victoire un temps à l'US Open en écartant au 1er tour Radek Štěpánek (6-3, 6-1, 6-4) avant d'être éliminé par Paolo Lorenzi (6-4, 2-6, 2-6, 7-61, 63-7).
À Metz, il s'impose pour son entrée en lice face à Guillermo García-López (65-7, 6-3, 6-4), puis enchaîne par une victoire sur Malek Jaziri (7-62, 6-0). Bien parti face à Dominic Thiem en 1/2 finale en remportant d'abord la 1re manche puis en servant pour le match à 5-4 dans le 2e set, il finit par rendre les armes en s'inclinant (6-4, 5-7, 3-6). Il poursuit avec la tournée asiatique. Aligné au tournoi du Japon, il écarte au 1er tour Philipp Kohlschreiber (7-5, 4-6, 6-0), puis est battu par son ami Gaël Monfils (1-6, 4-6). En double, comme l'année passée, il s'associe à Aisam-Ul-Haq Qureshi, avec qui il forme un tandem performant malgré le peu d'expérience du Français dans la discipline, et atteint, comme l'année passée, les demi-finales. Il enchaîne ensuite avec le Masters 1000 de Shanghai où il bat sèchement au 1er tour Pablo Carreño-Busta (6-0, 6-3), puis Wu Di (6-2, 6-2) et enfin le Suisse, 3e mondial, Stanislas Wawrinka (6-4, 6-4) dans un match maîtrisé, battant son premier top 10 de l'année. En 1/4 de finale, il élimine Jack Sock (4-6, 6-4, 7-65) après un combat de 2h40, avant de s'incliner en demi face à Andy Murray (4-6, 3-6).
Il participe ensuite à la première édition du tournoi d'Anvers. Il s'impose pour son entrée en lice face à Yannick Maden (6-3, 6-2) mais s'incline au tour suivant contre Jan-Lennard Struff (4-6, 4-6). Il s'envole la semaine suivante pour Bâle où il élimine au 1er tour Guillermo García-López (6-4, 7-5). Il perd au 2e tour contre Andy Murray (6-4, 2-6, 2-6), après un match accroché de 2h40. Il conclut sa saison par le Masters 1000 de Paris-Bercy. Il bat pour son entrée en lice son compatriote Julien Benneteau (4-6, 6-3, 6-2), puis Roberto Bautista-Agut (2-6, 6-1, 7-66), en ayant sauvé 3 balles de match à 5-3 dans le dernier set, sur le service de l'Espagnol. Il s'incline finalement en 1/8 de finale face à Tomáš Berdych (4-6, 3-6).

### 2017: victoire en Coupe Davis mais année difficile et chute au classement
Tout en conservant sa collaboration avec Jan De Witt, Gilles Simon s'adjuge les services de Ronan Lafaix, entraîneur de Stéphane Robert, qui s'occupera de la partie mentale. Le Niçois commence sa saison par le tournoi de Brisbane. Il s'incline dès son entrée en lice face à son compatriote Lucas Pouille (66-7, 64-7). Il enchaîne ensuite avec l'Open d'Australie. Après avoir éliminé facilement Michael Mmoh (6-1, 6-3, 6-3) et Rogério Dutra Silva (6-4, 6-1, 6-1), il est battu au 3e tour par Milos Raonic en 4 sets (2-6, 65-7, 6-3, 3-6). Quelques jours plus tard, il apprend qu'il est sélectionné par Yannick Noah pour disputer le 1er tour de Coupe Davis contre le Japon. Il apporte le 2e point de l'équipe en battant Yoshihito Nishioka (6-3, 6-3, 6-4).
Il revient en Europe et prend part au tournoi de Rotterdam. Il écarte au 1er tour Nicolas Mahut (3-6, 6-3, 6-4) avant de s'incliner contre Dominic Thiem (4-6, 64-7). Présent la semaine suivante à Marseille, il bat tout d'abord Karen Khachanov (4-6, 7-5, 6-3), puis Julien Benneteau (6-2, 2-6, 6-3), avant que Jo-Wilfried Tsonga ne l'écarte (4-6, 1-6). Il est à nouveau battu par Dominic Thiem (67-7, 3-6) au 1er tour du tournoi d'Acapulco, après s'être procuré 6 balles de set dans la 1re manche. Se déclarant « fatigué » après plus de 6 semaines consécutives de compétition, le Français déclare forfait pour le premier Masters 1000 de la saison, à Indian Wells. Pour son retour à la compétition au Masters de Miami, Gilles Simon est étrillé pour son entrée en lice par Jan-Lennard Struff (1-6, 1-6). Malgré son manque de résultats, et en l'absence de Richard Gasquet, Gaël Monfils et Jo-Wilfried Tsonga, il est sélectionné par Yannick Noah pour disputer le 1/4 de finale de Coupe Davis contre la Grande-Bretagne, au même titre que Lucas Pouille, Julien Benneteau, Nicolas Mahut et Jérémy Chardy. 24 heures avant le tirage au sort, il est relégué au poste de remplaçant, permettant à Jérémy Chardy d'être titularisé.
Au Masters 1000 de Monte-Carlo, il s'impose au 1er tour face à Malek Jaziri (6-2, 6-2) mais perd au tour suivant contre Novak Djokovic (3-6, 6-3, 5-7), bien qu'ayant servi pour le match à 5-4 dans la 3e manche. Cette belle prestation sur le Rocher ne l'empêchera pas de s'incliner pour son entrée en lice à Budapest contre Bjorn Fratangelo, 150e mondial, (4-6, 1-6). Deux semaines plus tard, il est aligné au Masters 1000 de Madrid où il affronte au 1er tour son ami Gaël Monfils. Cette rencontre a été à l'image de leur huit dernières confrontations. En effet, le Niçois perd d'abord la 1re manche 6-0 avant de remporter la suivante sur le même score. Le set décisif amène les deux hommes au tie-break, après que ce dernier ait écarté 2 balles de match à 5-2 puis débreaké lorsque son adversaire servait pour le match au jeu suivant. C'est finalement Gilles Simon qui l'emporte sur un score final très inégal (0-6, 6-0, 7-60). Il est éliminé au tour suivant par Feliciano López (3-6, 6-3, 63-7). Il est ensuite évincé d'entrée lors du Masters 1000 de Rome par Pablo Carreño-Busta (3-6, 3-6). À Lyon, il domine au 1er tour Daniil Medvedev (7-5, 65-7, 6-2), puis Kyle Edmund (3-6, 7-5, 6-4) avant d'être battu en 1/4 de finale par Tomáš Berdych (4-6, 0-6). À Roland-Garros, il est sorti dès le 1er tour par Nikoloz Basilashvili, 63e mondial, (6-1, 2-6, 4-6, 1-6). C'est la première fois depuis 2008 qu'il est battu dès son entrée en lice Porte d'Auteuil.
Il connaît une saison sur gazon difficile avec deux défaites consécutives au 1er tour. La première à Stuttgart contre Feliciano López (3-6, 3-6). La seconde au tournoi de Halle face à Karen Khachanov (2-6, 7-65, 3-6). Il enchaîne deux nouvelles défaites au Boodles Challenge, un tournoi d'exhibition, contre Thanasi Kokkinakis puis Juan Martín del Potro. Il remporte sa première victoire sur gazon à Wimbledon contre Nicolás Jarry au 1er tour (7-64, 6-3, 6-3) puis s'incline contre Dominic Thiem (7-5, 4-6, 2-6, 4-6).
Il revient sur terre battue à Umag mais est sorti dès son entrée en lice par Marco Cecchinato, 102e mondial, (1-6, 6-3, 1-6). Il enchaîne la semaine suivante avec l'ATP 500 de Hambourg où il écarte au 1er tour Maximilian Marterer (6-2, 4-6, 6-4) avant de s'incliner contre Philipp Kohlschreiber (3-6, 6-3, 2-6). Il termine sa tournée européenne estivale par une nouvelle défaite d'entrée à Kitzbühel contre Dušan Lajović (4-6, 4-6).
Il fait l'impasse sur les Masters 1000 de Montréal et Cincinnati et fait son retour à la compétition trois semaines plus tard à l'occasion du tournoi de Winstom-Salem. Il poursuit sa série noire avec une nouvelle défaite contre Damir Džumhur (4-6, 6-1, 4-6), alors qu'il menait 4 jeux à 1 dans le 1er set. Il arrive à l'US Open sans aucun repère et affronte au 1er tour Sam Querrey, tête de série no 17. Sans surprise, il s'incline pour la 4e fois consécutive (4-6, 3-6, 4-6). Son entraîneur Jan de Witt peine à trouver les explications quant au niveau de jeu de son poulain, qui semble pourtant être très performant à l'entraînement.
On le retrouve mi-septembre à l'occasion du tournoi de Metz où il renoue un temps avec la victoire en battant au 1er tour Andreas Seppi (6-3, 6-0). L'accalmie n'aura pas duré longtemps puisqu'il s'incline au tour suivant contre Peter Gojowczyk (95e) (4-6, 64-7). Il entame ensuite la tournée asiatique par le tournoi de Tokyo où il signe sa 13e défaite d'entrée contre Kevin Anderson (2-6, 66-7). À la suite de cette défaite, Gilles Simon se sépare de son équipe et de son entraîneur Jan De Witt et fini l'année en solo. Au Masters 1000 de Shanghai, il écarte au 1er tour Wu Yibing, vainqueur de l'US Open junior (6-3, 7-5), avant de battre son premier top 10 de la saison, David Goffin (7-64, 6-3), atteignant, pour la première fois de l'année, les 1/8 de finale d'un Masters 1000. Il s'incline au tour suivant contre son compatriote Richard Gasquet (5-7, 7-65, 3-6) après deux interruptions par la pluie, trois sets et 2 h 40 plus tard. À Vienne, il s'impose pour entrée en lice contre Ernests Gulbis (6-3, 6-3) mais perd au tour suivant face à Alexander Zverev malgré une rencontre serrée (66-7, 4-6). Il clôt sa saison par le Masters 1000 de Paris-Bercy où il est éliminé au 1er tour par Jérémy Chardy (3-6, 0-6).
Fin novembre, l'Équipe de France remporte la Coupe Davis face à la Belgique. 8 joueurs sont sacrés dont Gilles Simon qui a pris part au 1er tour.
Bilan : Gilles Simon termine l'année au-delà de la 89e place mondiale, une première depuis avril 2006, avec un ratio de 16 victoires pour 25 défaites.

### 2018: deux nouveaux titres ATP
Alors qu'il était habitué à commencer sa saison à Brisbane, Gilles Simon décide de participer à la première édition du tournoi de Pune. Il écarte tour à tour en deux sets Tennys Sandgren, Roberto Bautista Agut (20e mondial) et Ricardo Ojeda Lara. En demi-finale, il s'impose contre le 6e mondial Marin Čilić (1-6, 6-3, 6-2). Cette victoire sur un adversaire qui lui réussit bien (6 victoires en 7 rencontres) lui ouvre les portes de sa première finale depuis Metz en 2015. Il y écarte Kevin Anderson (7-64, 6-2) et remporte le 13e titre de sa carrière en simple, le premier depuis février 2015. Associé à Pierre-Hugues Herbert, il s'incline pour la première finale de double de sa carrière, à 33 ans passés, face à Robin Haase et Matwé Middelkoop. Grâce aux 250 points gagnés, il gagne 32 places au classement et passe du 89e au 57e rang. Il s'envole ensuite pour l'Australie où il dispute le tournoi de Sydney. Éprouvé physiquement et victime du décalage horaire, il s'incline dès le premier tour contre Jared Donaldson, à peine 24 h après son arrivée. Il débarque ensuite à l'Open d'Australie où il écarte facilement au premier tour Marius Copil. Malheureusement, il est contrait d'abandonner au tour suivant face à Pablo Carreño Busta en raison d'une blessure à la cuisse.
Il fait son retour à la compétition lors du tournoi de Montpellier. Après un match en trois sets et 2 h 25 contre Yannick Maden au premier tour, il est éliminé par David Goffin (4-6, 2-6) au tour suivant. Dans l'incapacité de prendre part au tournoi de Rotterdam en raison de son classement (64e), il revient sur le circuit secondaire, sur lequel il n'avait plus joué depuis 2010, lors du Challenger de Cherbourg. Il perd dès le deuxième tour face au 174e mondial, Mats Moraing, en deux sets (4-6, 4-6). La semaine suivante, il participe au tournoi de Marseille. Vainqueur de Maximilian Marterer au premier tour, il s'incline au tour suivant face à Filip Krajinović (3-6, 3-6).
Présent deux semaines plus tard à Indian Wells, Gilles Simon s'incline d'entrée contre son compatriote Pierre-Hugues Herbert (7-68, 65-7, 3-6). Du fait de cette élimination prématurée, il s'engage au Challenger d'Irving où il est éliminé au deuxième tour par Mirza Bašić (5-7, 6-3, 3-6). Il conclut sa tournée américaine par une nouvelle défaite d'entrée à Miami face à Matthew Ebden (76e) en trois sets (3-6, 7-62, 5-7).
Il entame sa saison sur terre battue par le tournoi de Marrakech. Il écarte au premier tour Benoît Paire en sauvant une balle de match, puis domine Roberto Carballés Baena avant de s'incliner en quart de finale contre Richard Gasquet (2-6, 64-7). À Monte-Carlo, il passe le premier tour en battant Adrian Mannarino (6-3, 4-6, 6-2) avant d'être balayé par Karen Khachanov (2-6, 2-6). Présent la semaine suivante à Barcelone, il s'impose pour son entrée en lice contre Ilya Ivashka puis s'incline lourdement contre Grigor Dimitrov (2-6, 1-6). Il s'incline ensuite d'entrée à Estoril contre le 143e mondial Pedro Sousa (3-6, 6-4, 64-7) après un marathon de 2 h 45. Il revient à la compétition deux semaines plus tard pour disputer le tournoi de Lyon. Il bat tour à tour Jordi Samper Montaña, Joris De Loore, Mikhail Kukushkin et Cameron Norrie. Il rejoint alors la finale où il s'incline contre Dominic Thiem (6-3, 61-7, 1-6). Il enchaîne la semaine suivante avec Roland Garros où il domine Nikoloz Basilashvili, puis la tête de série no 12 Sam Querrey avant d'être terrassé par Kei Nishikori au troisième tour (3-6, 1-6, 3-6).
Il commence la saison sur gazon par le tournoi de Stuttgart où il bat facilement le qualifié Matteo Viola avant de tomber au deuxième tour contre Feliciano López (66-7, 4-6). Il chute ensuite au premier tour des qualifications du tournoi du Queen's contre Denis Istomin après s'être procuré une balle de match. Il s'incline d'entrée la semaine suivante à Eastbourne contre Leonardo Mayer (4-6, 64-7). Il réalise enfin un beau parcours à Wimbledon en battant tour à tour Nikoloz Basilashvili, Matteo Berrettini et Matthew Ebden avant de chuter en huitième de finale contre Juan Martín del Potro après un match long et accroché (61-7, 65-7, 7-5, 65-7 en 4h24). Cette performance lui permet de réintégrer le top 50 (42e), qu'il avait quitté en octobre 2017.
Il revient ensuite sur terre battue lors du tournoi de Hambourg où il s'incline d'entrée contre le lucky loser Thiago Monteiro (62-7, 2-6). Même résultat à Kitzbühel la semaine suivante où il est éliminé par Matteo Berrettini (6-1, 3-6, 4-6). Après avoir fait l'impasse sur les Masters 1000 de Toronto et Cincinnati, il revient à l'occasion de l'US Open où il domine pour son entrée en lice le qualifié Lloyd Harris avant de chuter au deuxième tour contre Milos Raonic (3-6, 4-6, 4-6).
Il revient à la compétition mi-septembre à l'occasion du tournoi de Metz. Il domine tour à tour Jiří Veselý, Filip Krajinović, Richard Gasquet, qu'il bat pour la première fois de sa carrière en 8 confrontations sur le circuit principal ATP, Radu Albot et Matthias Bachinger en finale (7-62, 6-1). Il s'impose ainsi pour la troisième fois à Metz et signe son deuxième succès de la saison. Il enchaîne avec la tournée asiatique qui tourne court, s'inclinant d'entrée à Tokyo contre Alex De Minaur (7-61, 65-7, 2-6) et à Shanghai contre Marco Cecchinato (7-64, 4-6, 62-7). Il revient ensuite en Europe et participe au tournoi d'Anvers où il élimine Serhiy Stakhovsky, puis Mackenzie McDonald avant de s'incliner en quart de finale contre Diego Schwartzman (3-6, 4-6). Il enchaîne avec le tournoi de Bâle où il domine Leonardo Mayer, puis Ernests Gulbis avant d'être défait par Roger Federer au cours d'une rencontre malgré tout accrochée (61-7, 6-4, 4-6). Le Français a servi notamment pour le gain de la première manche. À Paris il perd au 2e tour et échoue une nouvelle fois à finir no 1 français, Gaël Monfils reste une place devant. Malgré ses bonnes statistiques face aux joueurs Croates, Yannick Noah, ne l'a pas sélectionné pour la finale (perdue) de la Coupe Davis. Dans l'entre saison, à l'Open de Caen, il bat Daniil Medvedev 16e mondial en finale.

### 2019: finale au Queen's
Champion à Pune en 2018 face à Kevin Anderson, il perd cette fois contre lui en demi-finale. À l'Open d'Australie il échoue contre le local Alex Bolt en 5 sets 6-2, 4-6, 6-4, 6-7(8), 4-6 malgré 4 balles de maths. Après plusieurs mauvais résultats, il atteint une demi-finale à Marrakech mais déclare forfait au deuxième tour de Monte-Carlo. Classé 33e mondial et tête de série no 26 quand il se présente à Roland-Garros, il bat l'Ukrainien 111e mondial Serhiy Stakhovsky au premier tour en trois sets (6-3, 6-3, 6-4), mais est éliminé dès le deuxième tour par l'Italien et 147e mondial Salvatore Caruso, issu des qualifications, en trois sets (1-6, 2-6, 4-6).
Au Queen's, il atteint la finale en battant notamment le numéro 8 mondial Kevin Anderson au second tour et Daniil Medvedev n°13. Il y affronte Feliciano López qui le bat en trois sets (6-2, 64-7, 7-62) et échoue donc à devenir le premier Français vainqueur du prestigieux tournoi. Lors du premier tour de Wimbledon il prend sa revanche sur son bourreau de Paris mais perd ensuite contre Tennys Sandgren qu'il avait pourtant battu la semaine précédente à Eastbourne.
Après trois défaites successives lors de la tournée américaine, il remporte son premier tour à l'US Open mais dois se retirer après le premier set face à Andrey Rublev. Il ne conserve pas son titre à Metz. À Vienne il prend sa revanche sur Feliciano López et son année se termine avec un abandon au premier tour à Paris contre Denis Shapovalov à 2-2. Cette année-là, il participe à tous les Masters 1000 ce qu'il n'avait pas fait depuis cinq ans.

### 2020: baisse de régime
Simon commence l'année avec une victoire sur Lloyd Harris modeste 99e mondial lors de l'inaugural ATP Cup où il officie également comme capitaine de l'équipe de France. À l'Open d'Australie il échoue contre le local Nick Kyrgios très motivé à la suite des feux de brousse dans son pays. À Marseille il bat Daniil Medvedev n°5 mondial. À l'US Open (a huis clos) il ne passe qu'un tour et à Roland Garros déplacé en septembre il échoue dès le premier tour contre Denis Shapovalov n°11 mondial. A Cologne II il prend sa revanche sur Shapovalov en enchainant notamment six jeux d'affilée en tout début de match mais perd face au très jeune prometteur de 19 ans Jannik Sinner après lui avoir pourtant infligé huit jeux d'affilée et mené 2-0 dans le dernier set (6-3, 0-6, 6-4). Le 28 octobre sort son livre Ce sport qui rend fou, sous-titré Réflexions et amour du jeu. Il conclut sa saison en 1/4 de finale du tournoi de Sofia en 3h15 face à John Millman.

### 2021-2022: fin de carrière professionnelle
Il commence l'année 2021 au tournoi de Melbourne avec une victoire sur Elias Ymer, sans suite, puis une défaite sèche contre Stéfanos Tsitsipás (no 6 mondial) au premier tour de l'Open d'Australie 2021. Après une victoire sur Stefano Travaglia à Cagliari, il enchaine 12 défaites au premier tour (dont une en Challenger). Défait d'entrée à Roland-Garros, sur gazon ses matchs sont plus accrochés contre Nikoloz Basilashvili, Casper Ruud (no 14) et Dušan Lajović en 5 sets à Wimbledon. Fin juillet, il participe à ses 4e Jeux olympiques, record pour un joueur français chez les messieurs en simple. Au vu de son classement, il ne peut qu'intégrer les tableaux du circuit Challenger où arrive enfin une victoire contre un invité local, lors du tournoi de Saint-Marin, Marco De Rossi, no 1360 à l'ATP. Grâce à un classement protégé, il joue le tournoi de Winston-Salem où il remporte sa première victoire en tournoi ATP depuis avril contre son compatriote en pleine progression Arthur Rinderknech. Mais cas contact à la COVID 19 de son entraîneur, il est forfait pour l'US Open. Après plusieurs défaites au premier tour, il atteint les quarts de finale à Moscou en battant les no 53 et 55 mondiaux. En novembre 2021, au Masters de Paris, il perd au premier tour des qualifications après avoir mené 5-0 dans la dernière manche.
Le 7 mai 2022, après un début d'année principalement en tournois Challenger et retombé à la 158e place mondiale, Gilles Simon annonce qu'il prendra sa retraite à l'issue de la saison 2022. Il échoue au premier tour des qualifications à l'Open d'Australie. À Roland-Garros, il crée la surprise en battant la tête de série numéro 16, Pablo Carreño Busta en 5 sets (6-4, 6-4, 4-6, 1-6, 6-4). Au deuxième tour, il bat Steve Johnson (7-5, 6-1, 7-6). Il est séchement battu au troisième tour par le Croate Marin Čilić, tête de série numéro 20 (6-0, 6-3, 6-2). Par la suite, il échoue respectivement au premier et au deuxième tour des qualifications des deux derniers tournois du Grand Chelem de la saison à Wimbledon et l'US Open.
Il est invité par les organisateurs au Master 1000 de Paris-Bercy qui est son dernier tournoi professionnel. Il commence par affronter Andy Murray qui l'a battu 16 fois en 18 confrontations, il perd le premier set mais finit par l'emporter en 3 sets (4-6, 7-5, 6-3). Au deuxième tour, il rencontre l'Américain Taylor Fritz, 11e mondial et le bat au terme d'un combat acharné de plus de trois heures (7-5, 5-7, 6-4). Il se qualifie alors pour les huitièmes de finale, où il perd contre le numéro 8 mondial, le Canadien Félix Auger-Aliassime (1-6, 3-6). Ce match marque la fin de sa carrière professionnelle.
Le 9 janvier 2023, en pleine retraite, il remporte un dernier tournoi sur le circuit CNGT (Circuit national des grands tournois) à Hazebrouck contre Calvin Hemery en deux manches.

### Après-carrière
En février 2024, Daniil Medvedev décide de recruter Gilles Simon dans son encadrement technique. Le Français doit notamment l'accompagner sur des tournois où son entraîneur principal, Gilles Cervara, est absent. Medvedev explique ce choix par le fait que Simon savait comment le jouer et que pour cela il détestait le jouer. Simon explique avoir donné des conseils qui ont permis au Russe de battre Djokovic pour la première fois en 2019 Ils mettent fin à leur collaboration le 3 février 2025.

## Caractéristiques de son jeu
Doté d'un physique relativement léger et atypique sur le circuit, le jeu de Gilles Simon est avant tout basé sur ses capacités d'endurance et de vitesse à la course, la défense de fond de court et la régularité de ses coups. Avec un coup droit à plat et un revers à deux mains lifté ou à plat, il alterne frappes cotonneuses et frappes puissantes afin de casser le rythme de ses adversaires. Son accélération de revers long de ligne est une de ses armes les plus efficaces. Sa grande endurance et la consistance de son jeu lui permettent d'enchaîner les matchs de longue durée et de faire jouer à son adversaire un « coup de plus ». Il sait particulièrement bien aborder ses matchs face aux meilleurs joueurs, contre qui il possède de nombreuses victoires ; il a battu, à au moins une reprise, tous les joueurs ayant atteint le top 3 qu'il a rencontrés : Roger Federer, Rafael Nadal, Novak Djokovic, Andy Roddick, Lleyton Hewitt, Marat Safin, Carlos Moyà, Andy Murray, Juan Martín del Potro, Tommy Haas, Daniil Medvedev, Nikolay Davydenko, David Ferrer, David Nalbandian, Stanislas Wawrinka, Milos Raonic, Grigor Dimitrov, Dominic Thiem, Marin Cilic et Ivan Ljubičić (sauf Casper Ruud 0-1, Juan Carlos Ferrero 0-2, Alexander Zverev, 0-4, malgré 2 balles de matchs à Nice et Stefanos Tsitsipas 0-1). Au-delà de ses qualités tennistiques, Gilles Simon sait analyser le jeu de ses adversaires et repérer leurs points faibles,,. Il revient souvent de situations difficiles où il est largement mené au score mais finit par s'imposer, ce qui lui a valu parfois des surnoms dans la presse étrangère tel que « El Superviviente » ou « Come Back Kid ». Il passe plusieurs saisons dans le top 5 mondial en ce qui concerne les jeux de retour remportés ainsi que pour le pourcentage de balles de break converties (en 2015, il finit l'année à la première place mondiale du pourcentage de balles de break converties avec 47 %). Toutefois, il perd souvent son jeu de service. Il est dans le top 20 des meilleurs ratios victoires - défaites en finale de l'ère Open avec 67 %.
Patrick Mouratoglou considère que Gilles Simon est « le meilleur stratège » du circuit. Il est surnommé « Le Professeur/The Professor ».

## Palmarès

### Titres en simple messieurs
| 14 titres en simple | 0 G. Chelem | 0 G. Chelem | 0 G. Chelem | 0 G. Chelem | 0 Masters | 0 Masters | 0 Masters   | 0 Masters   | 0 Masters 1000 | 0 Masters 1000 | 0 Masters 1000 | 0 Masters 1000 | 1 ATP 500          | 1 ATP 500          | 1 ATP 500          | 1 ATP 500          | 13 ATP 250         | 13 ATP 250         | 13 ATP 250     | 13 ATP 250     | 0 JO           | 0 JO           | 0 JO           | 0 JO           |
| 14 titres en simple | 9 sur dur   | 9 sur dur   | 9 sur dur   | 9 sur dur   | 9 sur dur | 9 sur dur | 0 sur gazon | 0 sur gazon | 0 sur gazon    | 0 sur gazon    | 0 sur gazon    | 0 sur gazon    | 5 sur terre battue | 5 sur terre battue | 5 sur terre battue | 5 sur terre battue | 5 sur terre battue | 5 sur terre battue | 0 sur moquette | 0 sur moquette | 0 sur moquette | 0 sur moquette | 0 sur moquette | 0 sur moquette |

| No | Date       | Nom et lieu du tournoi                          | Catégorie   | Dotation    | Surface      | Finaliste          | Score          |          |
| -- | ---------- | ----------------------------------------------- | ----------- | ----------- | ------------ | ------------------ | -------------- | -------- |
| 1  | 12-02-2007 | Open 13, Marseille                              | Int' Series | 575 000 $   | Dur (int.)   | Márcos Baghdatís   | 6-4, 7-63      | Parcours |
| 2  | 10-09-2007 | BCR Open Romania, Bucarest                      | Int' Series | 391 000 $   | Terre (ext.) | Victor Hănescu     | 4-6, 6-3, 6-2  | Parcours |
| 3  | 19-05-2008 | Grand-Prix Hassan II, Casablanca                | Int' Series | 349 000 €   | Terre (ext.) | Julien Benneteau   | 7-5, 6-2       | Parcours |
| 4  | 14-07-2008 | Indianapolis Tennis Championships, Indianapolis | Int' Series | 500 000 $   | Dur (ext.)   | Dmitri Toursounov  | 6-4, 6-4       | Parcours |
| 5  | 08-09-2008 | BCR Open Romania, Bucarest                      | Int' Series | 349 000 €   | Terre (ext.) | Carlos Moyà        | 6-3, 6-4       | Parcours |
| 6  | 28-09-2009 | PTT Thailand Open, Bangkok                      | ATP 250     | 551 000 $   | Dur (int.)   | Viktor Troicki     | 7-5, 6-3       | Parcours |
| 7  | 20-09-2010 | Open de Moselle, Metz                           | ATP 250     | 398 250 €   | Dur (int.)   | Mischa Zverev      | 6-3, 6-2       | Parcours |
| 8  | 10-01-2011 | Medibank International, Sydney                  | ATP 250     | 422 300 $   | Dur (ext.)   | Viktor Troicki     | 7-5, 7-64      | Parcours |
| 9  | 18-07-2011 | Bet-at-home Open, Hambourg                      | ATP 500     | 1 000 000 € | Terre (ext.) | Nicolás Almagro    | 6-4, 4-6, 6-4  | Parcours |
| 10 | 23-04-2012 | BRD Nastase Tiriac Trophy, Bucarest             | ATP 250     | 398 250 €   | Terre (ext.) | Fabio Fognini      | 6-4, 6-3       | Parcours |
| 11 | 16-09-2013 | Moselle Open, Metz                              | ATP 250     | 410 200 €   | Dur (int.)   | Jo-Wilfried Tsonga | 6-4, 6-3       | Parcours |
| 12 | 16-02-2015 | Open 13, Marseille                              | ATP 250     | 565 735 €   | Dur (int.)   | Gaël Monfils       | 6-4, 1-6, 7-64 | Parcours |
| 13 | 01-01-2018 | Tata Open Maharashtra, Pune                     | ATP 250     | 501 345 $   | Dur (ext.)   | Kevin Anderson     | 7-64, 6-2      | Parcours |
| 14 | 17-09-2018 | Moselle Open, Metz                              | ATP 250     | 501 345 €   | Dur (int.)   | Matthias Bachinger | 7-62, 6-1      | Parcours |

### Finales en simple messieurs
| No | Date       | Nom et lieu du tournoi                      | Catégorie      | Dotation    | Surface      | Vainqueur          | Score           |          |
| -- | ---------- | ------------------------------------------- | -------------- | ----------- | ------------ | ------------------ | --------------- | -------- |
| 1  | 10-04-2006 | Open de Tenis Comunidad Valenciana, Valence | Int' Series    | 375 000 $   | Terre (ext.) | Nicolás Almagro    | 6-2, 6-3        | Parcours |
| 2  | 12-10-2008 | Mutua Madrileña Masters Madrid, Madrid      | Masters Series | 2 270 000 $ | Dur (int.)   | Andy Murray        | 6-4, 7-66       | Parcours |
| 3  | 24-09-2012 | Thailand Open, Bangkok                      | ATP 250        | 551 000 $   | Dur (int.)   | Richard Gasquet    | 6-2, 6-1        | Parcours |
| 4  | 16-06-2013 | AEGON International, Eastbourne             | ATP 250        | 468 460 $   | Gazon (ext.) | Feliciano López    | 7-62, 65-7, 6-0 | Parcours |
| 5  | 05-10-2014 | Shanghai Rolex Masters, Shanghai            | Masters 1000   | 4 195 895 $ | Dur (ext.)   | Roger Federer      | 7-66, 7-62      | Parcours |
| 6  | 21-09-2015 | Moselle Open, Metz                          | ATP 250        | 439 405 €   | Dur (int.)   | Jo-Wilfried Tsonga | 7-65, 1-6, 6-2  | Parcours |
| 7  | 20-05-2018 | Open Parc Auvergne-Rhône-Alpes Lyon, Lyon   | ATP 250        | 501 345 €   | Terre (ext.) | Dominic Thiem      | 3-6, 7-61, 6-1  | Parcours |
| 8  | 17-06-2019 | Fever-Tree Championships, Londres           | ATP 500        | 2 081 830 € | Gazon (ext.) | Feliciano López    | 6-2, 64-7, 7-62 | Parcours |

### Finale en double messieurs
| No | Date       | Nom et lieu du tournoi     | Catégorie | Dotation  | Surface    | Vainqueurs                   | Partenaire            | Score      |          |
| -- | ---------- | -------------------------- | --------- | --------- | ---------- | ---------------------------- | --------------------- | ---------- | -------- |
| 1  | 01-01-2018 | Tata Open Maharashtra Pune | ATP 250   | 501 345 $ | Dur (ext.) | Robin Haase Matwé Middelkoop | Pierre-Hugues Herbert | 7-65, 7-65 | Parcours |

## Palmarès en tournois Challenger

### Titres en simple
|   | Date       | Nom et lieu du tournoi                       | Surface | Finaliste    | Score         |
| - | ---------- | -------------------------------------------- | ------- | ------------ | ------------- |
| 1 | 03/01/2005 | Internationaux de Nouvelle-Calédonie, Nouméa | Dur     | Björn Phau   | 6-3, 6-0      |
| 2 | 02/01/2006 | Internationaux de Nouvelle-Calédonie, Nouméa | Dur     | Rik De Voest | 6-2, 5-7, 6-2 |

### Finales en simple
|   | Date       | Nom et lieu du tournoi                         | Surface      | Vainqueur       | Score         |
| - | ---------- | ---------------------------------------------- | ------------ | --------------- | ------------- |
| 1 | 31/05/2004 | Challenger de Fürth, Allemagne                 | Terre battue | Jiří Vaněk      | 5-7, 2-6      |
| 2 | 09/08/2004 | Challenger de Graz, Autriche                   | Dur          | Jan Minář       | 6-3, 3-6, 5-7 |
| 3 | 30/01/2006 | Challenger d'Andrézieux-Bouthéon, France       | Dur indoor   | Gilles Elseneer | 6-4, 1-6, 4-6 |
| 4 | 15/03/2010 | BMW Tennis Championship de Sunrise, États-Unis | Dur          | Florian Mayer   | 4-6, 4-6      |

## Parcours dans les tournois duGrand Chelem

### En simple
| Année | Open d'Australie | Open d'Australie   | Internationaux de France | Internationaux de France | Wimbledon       | Wimbledon       | US Open         | US Open         |
| ----- | ---------------- | ------------------ | ------------------------ | ------------------------ | --------------- | --------------- | --------------- | --------------- |
| 2004  | —                | —                  | Q1                       | Nicolas Renavand         | —               | —               | Q1              | Potito Starace  |
| 2005  | Q3               | Dieter Kindlmann   | 1er tour (1/64)          | Olivier Patience         | Q3              | Andreas Seppi   | Q1              | Ivan Miranda    |
| 2006  | 3e tour (1/16)   | Thomas Johansson   | 1er tour (1/64)          | Óscar Hernández          | 1er tour (1/64) | S. Grosjean     | 2e tour (1/32)  | Richard Gasquet |
| 2007  | 1er tour (1/64)  | Amer Delić         | 2e tour (1/32)           | P.-H. Mathieu            | 2e tour (1/32)  | Mikhail Youzhny | 2e tour (1/32)  | F. Verdasco     |
| 2008  | 3e tour (1/16)   | Rafael Nadal       | 1er tour (1/64)          | Radek Štěpánek           | 3e tour (1/16)  | Richard Gasquet | 3e tour (1/16)  | J. M. del Potro |
| 2009  | 1/4 de finale    | Rafael Nadal       | 3e tour (1/16)           | Victor Hănescu           | 1/8 de finale   | J. C. Ferrero   | 3e tour (1/16)  | J. C. Ferrero   |
| 2010  | —                | —                  | —                        | —                        | 3e tour (1/16)  | Andy Murray     | 3e tour (1/16)  | Rafael Nadal    |
| 2011  | 2e tour (1/32)   | Roger Federer      | 1/8 de finale            | Robin Söderling          | 3e tour (1/16)  | J. M. del Potro | 1/8 de finale   | John Isner      |
| 2012  | 2e tour (1/32)   | Julien Benneteau   | 3e tour (1/16)           | S. Wawrinka              | 2e tour (1/32)  | Xavier Malisse  | 3e tour (1/16)  | Mardy Fish      |
| 2013  | 1/8 de finale    | Andy Murray        | 1/8 de finale            | Roger Federer            | 1er tour (1/64) | Feliciano López | —               | —               |
| 2014  | 3e tour (1/16)   | J.-W. Tsonga       | 3e tour (1/16)           | Milos Raonic             | 3e tour (1/16)  | Novak Djokovic  | 1/8 de finale   | Marin Čilić     |
| 2015  | 3e tour (1/16)   | David Ferrer       | 1/8 de finale            | S. Wawrinka              | 1/4 de finale   | Roger Federer   | 1er tour (1/64) | Donald Young    |
| 2016  | 1/8 de finale    | Novak Djokovic     | 3e tour (1/16)           | Viktor Troicki           | 2e tour (1/32)  | Grigor Dimitrov | 2e tour (1/32)  | Paolo Lorenzi   |
| 2017  | 3e tour (1/16)   | Milos Raonic       | 1er tour (1/64)          | N. Basilashvili          | 2e tour (1/32)  | Dominic Thiem   | 1er tour (1/64) | Sam Querrey     |
| 2018  | 2e tour (1/32)   | P. Carreño Busta   | 3e tour (1/16)           | Kei Nishikori            | 1/8 de finale   | J. M. del Potro | 2e tour (1/32)  | Milos Raonic    |
| 2019  | 2e tour (1/32)   | Alex Bolt          | 2e tour (1/32)           | Salvatore Caruso         | 2e tour (1/32)  | Tennys Sandgren | 2e tour (1/32)  | Andrey Rublev   |
| 2020  | 2e tour (1/32)   | Nick Kyrgios       | 1er tour (1/64)          | Denis Shapovalov         | Annulé          | Annulé          | 2e tour (1/32)  | Taylor Fritz    |
| 2021  | 1er tour (1/64)  | Stéfanos Tsitsipás | 1er tour (1/64)          | Márton Fucsovics         | 1er tour (1/64) | Dušan Lajović   | —               | —               |
| 2022  | Q1               | Edward Winter      | 3e tour (1/16)           | Marin Čilić              | Q1              | Duje Ajdukovic  | Q2              | Matteo Arnaldi  |

N.B. : à droite du résultat se trouve le nom de l'ultime adversaire.

### En double
| Année | Open d'Australie                                                                            | Open d'Australie                                                                      | Internationaux de France                                                           | Internationaux de France                                                       | Wimbledon                                                                     | Wimbledon | US Open                                                                                   | US Open |
| ----- | ------------------------------------------------------------------------------------------- | ------------------------------------------------------------------------------------- | ---------------------------------------------------------------------------------- | ------------------------------------------------------------------------------ | ----------------------------------------------------------------------------- | --------- | ----------------------------------------------------------------------------------------- | ------- |
| 2005  | —                                                                                           | —                                                                                     | 2e tour (1/16) Roger-Vasselin \|\| style="text-align:left;" \| S. Aspelin T. Perry | —                                                                              | —                                                                             | —         | —                                                                                         |         |
| 2006  | —                                                                                           | —                                                                                     | 1er tour (1/32) M. Gicquel \|\| style="text-align:left;" \| O. Marach C. Suk       | 1er tour (1/32) F. Serra \|\| style="text-align:left;" \| P. Hanley K. Ullyett | 1er tour (1/32) F. Serra \|\| style="text-align:left;" \| L. Dlouhý P. Vízner |           |                                                                                           |         |
| 2007  | 1er tour (1/32) D. Sanguinetti \|\| style="text-align:left;" \| M. Gicquel F. Serra         | 1er tour (1/32) S. Wawrinka \|\| style="text-align:left;" \| A. Clément M. Llodra     | 1er tour (1/32) M. Russell \|\| style="text-align:left;" \| A. Clément M. Llodra   | 1/8 de finale F. Serra \|\| style="text-align:left;" \| R. Kendrick S. Querrey |                                                                               |           |                                                                                           |         |
| 2008  | 2e tour (1/16) Roger-Vasselin \|\| style="text-align:left;" \| J. Coetzee W. Moodie         | 1er tour (1/32) Roger-Vasselin \|\| style="text-align:left;" \| D. Nestor N. Zimonjić | —                                                                                  | —                                                                              | 1er tour (1/32) J. Chardy \|\| style="text-align:left;" \| M. Damm P. Vízner  |           |                                                                                           |         |
| 2009  | 1er tour (1/32) J. Chardy \|\| style="text-align:left;" \| D. Nestor N. Zimonjić            | —                                                                                     | —                                                                                  | —                                                                              | —                                                                             | —         | —                                                                                         |         |
| 2011  | 1er tour (1/32) Roger-Vasselin \|\| style="text-align:left;" \| M. Granollers T. Robredo    | —                                                                                     | —                                                                                  | —                                                                              | —                                                                             | —         | —                                                                                         |         |
| 2019  | —                                                                                           | —                                                                                     | —                                                                                  | —                                                                              | —                                                                             | —         | 1er tour (1/32) A. Mannarino \|\| style="text-align:left;" \| Raven Klaasen Michael Venus |         |
| 2021  | 1er tour (1/32) A. Mannarino \|\| style="text-align:left;" \| Marcus Daniell Philipp Oswald | —                                                                                     | —                                                                                  | —                                                                              | —                                                                             | —         | —                                                                                         |         |
| 2022  | —                                                                                           | —                                                                                     | 1er tour (1/32) Hugo Gaston \|\| style="text-align:left;" \| R. Haase R. Klaasen   | —                                                                              | —                                                                             | —         | —                                                                                         |         |

N.B. : le nom du partenaire se trouve sous le résultat ; le nom des ultimes adversaires se trouve à droite.

### En double mixte
| Année | Open d'Australie | Open d'Australie | Internationaux de France     | Internationaux de France   | Wimbledon | Wimbledon | US Open | US Open |
| ----- | ---------------- | ---------------- | ---------------------------- | -------------------------- | --------- | --------- | ------- | ------- |
| 2008  | -                | -                | 2e tour (1/8) Camille Pin    | Pavel Vízner Květa Peschke | -         | -         | -       | -       |
| 2011  | -                | -                | 1er tour (1/16) Alizé Cornet | J. Gajdošová T. Bellucci   | -         | -         | -       | -       |

N.B. : le nom de la partenaire se trouve sous le résultat ; le nom des ultimes adversaires se trouve à droite.

## Parcours dans lesMasters 1000
| Année | Indian Wells              | Miami                      | Monte-Carlo               | Rome                     | Hambourg puis Madrid        | Canada                     | Cincinnati                | Madrid puis Shanghai      | Paris                      |
| ----- | ------------------------- | -------------------------- | ------------------------- | ------------------------ | --------------------------- | -------------------------- | ------------------------- | ------------------------- | -------------------------- |
| 2005  | —                         | —                          | —                         | —                        | —                           | —                          | 2e tour Carlos Moyà       | —                         | —                          |
| 2006  | —                         | 1er tour F. Serra          | 1/8 de finale I. Ljubičić | —                        | 1/8 de finale Max Mirnyi    | 1er tour P. Srichaphan     | 2e tour Tommy Haas        | —                         | 1er tour D. Bracciali      |
| 2007  | 3e tour J. I. Chela       | 3e tour A. Roddick         | 1er tour D. Ferrer        | 1/8 de finale T. Robredo | 2e tour N. Davydenko        | —                          | —                         | —                         | 2e tour T. Robredo         |
| 2008  | 2e tour M. Youzhny        | 1er tour Mario Ančić       | 1er tour R. Ramírez       | 2e tour S. Bolelli       | 2e tour A. Murray           | 1/2 finale N. Kiefer       | 2e tour J. Blake          | Finale A. Murray          | 1/8 de finale A. Roddick   |
| 2009  | 3e tour I. Ljubičić       | 1/8 de finale J.-W. Tsonga | 2e tour A. Beck           | 1/8 de finale M. Zverev  | 1/8 de finale I. Ljubičić   | 1/8 de finale J.-W. Tsonga | 1/4 de finale N. Djokovic | 1/4 de finale N. Djokovic | 1/8 de finale J.-W. Tsonga |
| 2010  | 2e tour Brian Dabul       | 2e tour H. Zeballos        | —                         | —                        | —                           | 1er tour M. Youzhny        | 1er tour Mardy Fish       | 1er tour S. Wawrinka      | 2e tour R. Söderling       |
| 2011  | 3e tour I. Karlović       | 1/4 de finale R. Federer   | 1/8 de finale A. Murray   | 2e tour J. I. Chela      | 2e tour A. Murray           | 1er tour P. Petzschner     | 1/4 de finale A. Murray   | 1/8 de finale M. Ebden    | 2e tour Juan Mónaco        |
| 2012  | 1/4 de finale John Isner  | 1/8 de finale A. Murray    | 1/2 finale R. Nadal       | 1/8 de finale D. Ferrer  | 1/8 de finale J. Tipsarević | 2e tour Tommy Haas         | —                         | 2e tour A. Dolgopolov     | 1/2 finale J. Janowicz     |
| 2013  | 1/8 de finale K. Anderson | 1/4 de finale Tommy Haas   | 1er tour R. Bautista      | 1/8 de finale R. Federer | 1/8 de finale A. Murray     | 1er tour N. Davydenko      | 1er tour V. Pospisil      | 1er tour B. Paire         | 1/8 de finale D. Ferrer    |
| 2014  | 2e tour D. Thiem          | 2e tour João Sousa         | 1er tour T. Gabashvili    | 2e tour R. Nadal         | 2e tour Ł. Kubot            | 2e tour T. Robredo         | 2e tour N. Djokovic       | Finale R. Federer         | 2e tour F. Verdasco        |
| 2015  | 1/8 de finale R. Nadal    | 1/8 de finale D. Ferrer    | 1/8 de finale D. Ferrer   | 2e tour D. Thiem         | —                           | 2e tour M. Youzhny         | 1er tour I. Karlović      | 1/8 de finale T. Berdych  | 1/8 de finale N. Djokovic  |
| 2016  | 3e tour A. Zverev         | 1/4 de finale D. Goffin    | 1/8 de finale S. Wawrinka | —                        | 1/8 de finale A. Murray     | —                          | 1er tour G. Dimitrov      | 1/2 finale A. Murray      | 1/8 de finale T. Berdych   |
| 2017  | —                         | 2e tour J.-L. Struff       | 2e tour N. Djokovic       | 1er tour P. Carreño      | 2e tour F. López            | —                          | —                         | 1/8 de finale R. Gasquet  | 1er tour J. Chardy         |
| 2018  | 1er tour P.-H. Herbert    | 1er tour M. Ebden          | 2e tour K. Khachanov      | —                        | —                           | —                          | —                         | 1er tour M. Cecchinato    | 2e tour D. Thiem           |
| 2019  | 3e tour D. Thiem          | 2e tour J. Chardy          | 2e tour Forfait           | 1er tour Kohlschreiber   | 1er tour H. Dellien         | 1er tour Radu Albot        | 1er tour P. Carreño       | 1er tour C. Norrie        | 1er tour D. Shapovalov     |
| 2020  | n.o.                      | n.o.                       | n.o.                      | —                        | n.o.                        | n.o.                       | —                         | n.o.                      | 1er tour Tommy Paul        |
| 2022  | —                         | 1er tour Jack Draper       | —                         | —                        | —                           | —                          | —                         | —                         | 1/8 de finale F. Auger     |

N.B. : sous le résultat se trouve le nom de l’ultime adversaire.

## Parcours auMasters
| Année | Class. | Lieu     | Surface    | Tour                   | Résultat                          | Adversaire                                                                           | Score                                         |
| ----- | ------ | -------- | ---------- | ---------------------- | --------------------------------- | ------------------------------------------------------------------------------------ | --------------------------------------------- |
| 2008  | no 9   | Shanghai | Dur (int.) | Poule Poule 1/2 finale | Victoire Défaite Victoire Défaite | Roger Federer (no 2) Andy Murray (no 4) Radek Štěpánek (no 27) Novak Djokovic (no 3) | 4-6, 6-4, 6-3 1-6, 4-6 6-4, 6-2 6-4, 3-6, 5-7 |

## Parcours aux Jeux olympiques
| Année | Class. | Lieu           | Surface | Tour                           | Résultat         | Adversaire                                                                     | Score                           |
| ----- | ------ | -------------- | ------- | ------------------------------ | ---------------- | ------------------------------------------------------------------------------ | ------------------------------- |
| 2008  | no 28  | Pékin          | Dur     | 1er tour 2e tour 1/8 de finale | Victoire Défaite | Robin Söderling (no 37) Guillermo Cañas (no 58) James Blake (no 7)             | 6-4, 6-4 7-5, 6-1 4-6, 2-6      |
| 2012  | no 13  | Londres        | Gazon   | 1er tour 2e tour 1/8 de finale | Victoire Défaite | Mikhail Kukushkin (no 61) Grigor Dimitrov (no 53) Juan Martín del Potro (no 9) | 6-4, 6-2 6-3, 6-3 1-6, 6-4, 3-6 |
| 2016  | no 18  | Rio de Janeiro | Dur     | 1er tour 2e tour 1/8 de finale | Victoire Défaite | Borna Ćorić (no 51) Yuichi Sugita (no 104) Rafael Nadal (no 5)                 | 6-4, 7-61 7-63, 6-2 65-7, 3-6   |
| 2021  | no 102 | Tokyo          | Dur     | 1er tour                       | Défaite          | Egor Gerasimov (no 79)                                                         | 6-4, 3-6, 4-6                   |

À Pékin il perd en double au premier tour (1/16) associé à Gaël Monfils.

## Parcours en Coupe Davis
| Année | Class. | Lieu et tour              | Surface          | Match               | Adversaire et classement                                 | Score                                      |
| ----- | ------ | ------------------------- | ---------------- | ------------------- | -------------------------------------------------------- | ------------------------------------------ |
| 2009  | no 8   | Ostrava 1/8               | moquette (i)     | 1er match 4e match  | Tomáš Berdych (no 22) Radek Štěpánek (no 18)             | D 6-72, 6-4, 6-73, 3-6 D 6-72, 3-6, 6-70   |
| 2010  | no 34  | Clermont-Ferrand 1/4      | dur (i)          | 4e match*           | Nicolás Almagro (no 20)                                  | V* 7-64, 7-67                              |
| 2010  | no 41  | Lyon 1/2                  | dur (i)          | 4e match*           | Eduardo Schwank (no 57)                                  | V* 7-65, 6-76, 6-3                         |
| 2010  | no 42  | Belgrade finale           | dur (i)          | 2e match            | Novak Djokovic (no 3)                                    | D 3-6, 1-6, 5-7                            |
| 2011  | no 30  | Vienne 1/8                | terre battue (i) | 2e match 4e match   | Stefan Koubek (no 206) Jürgen Melzer (no 10)             | V 6-0, 6-2, 6-3 D 6-77, 6-3, 6-1, 4-6, 0-6 |
| 2012  | no 13  | Roquebrune-Cap-Martin 1/4 | terre battue     | 2e match 5e match*  | John Isner (no 11) Ryan Harrison (no 66)                 | D 3-6, 2-6, 5-7 V* 6-2, 6-3                |
| 2013  | no 13  | Buenos Aires 1/4          | terre battue     | 2e match 5e match   | Juan Mónaco (no 18) Carlos Berlocq (no 64)               | D 62-7, 2-6, 4-6 D 4-6, 7-5, 4-6, 4-6      |
| 2015  | no 14  | Francfort 1/8             | dur (i)          | 1er match 4e match* | Jan-Lennard Struff (no 74) Philipp Kohlschreiber (no 28) | V 7-64, 2-6, 61-7, 6-2, 10-8 D* 65-7, 4-6  |
| 2015  | no 11  | Londres 1/4               | gazon            | 1er match 4e match  | James Ward (no 89) Andy Murray (no 3)                    | V 6-4, 6-4, 6-1 D 6-4, 65-7, 3-6, 0-6      |
| 2016  | no 19  | Baie-Mahault 1/8          | terre battue     | 2e match            | Vasek Pospisil (no 44)                                   | V 7-5, 6-3, 6-3                            |
| 2017  | no 24  | Tokyo 1/8                 | dur (i)          | 2e match            | Yoshihito Nishioka (no 85)                               | V 6-3, 6-3, 6-4                            |

V = Victoire ; D = Défaite ; * = match sans enjeu
Avec enjeu : 5 victoires ; 8 défaites (4 contre moins biens classés toutes à l'extérieur ; 1 défaite à domicile). Tous les matchs : 8 victoires, 9 défaites.

## Confrontations avec ses principaux adversaires
Confrontations lors des différents tournois ATP et en Coupe Davis avec ses principaux adversaires (7 confrontations minimum et avoir été membre du top 10). Classement par pourcentage de victoires. Situation au 29 mai 2022 :
Les joueurs retraités sont en gris.
| Joueur                | Meilleur classement | Confrontations | Victoires | Défaites | Pourcentage de victoires | Dernière confrontation                                  |
| --------------------- | ------------------- | -------------- | --------- | -------- | ------------------------ | ------------------------------------------------------- |
| Novak Djokovic        | 1                   | 12             | 1         | 11       | 8,3                      | défaite (3-6, 6-3, 5-7) à Monte-Carlo 2017              |
| Richard Gasquet       | 7                   | 10             | 1         | 9        | 10                       | défaite (4-6, 4-6) à Montpellier 2020                   |
| Rafael Nadal          | 1                   | 9              | 1         | 8        | 11,1                     | défaite (65-7, 2-6) aux Jeux olympiques 2016            |
| Andy Murray           | 1                   | 19             | 3         | 16       | 15,7                     | victoire (4-6, 7-5, 6-3) à Paris-Bercy 2022             |
| Dominic Thiem         | 4                   | 11             | 2         | 9        | 18,2                     | défaite (3-6, 1-6) à Indian Wells 2019                  |
| David Ferrer          | 3                   | 10             | 2         | 8        | 20                       | défaite (2-6, 7-63, 1-6) à Monte-Carlo 2015             |
| Roger Federer         | 1                   | 9              | 2         | 7        | 22,2                     | défaite (61-7, 6-4, 4-6) à Bâle 2018                    |
| Robin Söderling       | 4                   | 8              | 2         | 6        | 25                       | défaite (2-6, 3-6, 65-7) à Roland-Garros 2011           |
| Jo-Wilfried Tsonga    | 5                   | 14             | 4         | 10       | 28,6                     | défaite (2-6, 4-6) à Marseille 2022                     |
| Mikhail Youzhny       | 8                   | 12             | 4         | 8        | 33,3                     | victoire (6-4, 6-4) à Tokyo 2015                        |
| Stanislas Wawrinka    | 3                   | 8              | 3         | 5        | 37,5                     | défaite (3-6, 7-66, 2-6) à Anvers 2019                  |
| Juan Martín del Potro | 3                   | 8              | 3         | 5        | 37,5                     | défaite (61-7, 65-7, 7-5, 65-7) à Wimbledon 2018        |
| Pablo Carreño Busta   | 10                  | 7              | 3         | 4        | 42,8                     | victoire (6-4, 6-4, 4-6, 1-6, 6-4) à Roland-Garros 2022 |
| Tomáš Berdych         | 4                   | 15             | 7         | 8        | 46,7                     | défaite (68-7, 4-6) à Rotterdam 2019                    |
| Grigor Dimitrov       | 3                   | 9              | 5         | 4        | 55,6                     | défaite (2-6, 1-6) à Barcelone 2018                     |
| Juan Monaco           | 10                  | 7              | 4         | 3        | 57,1                     | victoire (7-5, 6-1) à Miami 2016                        |
| Nikolay Davydenko     | 3                   | 8              | 5         | 3        | 62,5                     | défaite (6-2, 1-6, 1-6) à Toronto 2013                  |
| Roberto Bautista-Agut | 9                   | 8              | 5         | 3        | 62,5                     | défaite (4-6, 2-3 ab) à Montpellier 2022                |
| Gaël Monfils          | 6                   | 10             | 7         | 3        | 70                       | défaite (4-6, 1-6) à Rotterdam 2020                     |
| Marin Čilić           | 3                   | 8              | 6         | 2        | 75                       | défaite (0-6, 3-6, 2-6) à Roland-Garros 2022            |
| Janko Tipsarević      | 8                   | 11             | 9         | 2        | 81,8                     | victoire (4-6, 6-4, 7-5, 6-3) à Wimbledon 2016          |

## Matchs principaux
Quelques-uns des matchs les plus importants dans la carrière de Gilles Simon :
- Tournoi de tennis de Marseille (ATP 2007) (finale) : bat Márcos Baghdatís (6-4, 7-6). Gilles Simon remporte son premier titre sur le circuit ATP et rentre pour la première fois dans le Top 30.
- Tournoi de tennis de Marseille (ATP 2008) (1/8 de finale) : bat Novak Djokovic (6-2, 66-7, 6-3). Gilles Simon bat pour la première fois le no 3 mondial Novak Djokovic pourtant en grande forme puisqu'il venait de remporter l'Open d'Australie quelques semaines plus tôt. C'est la première fois que le Français bat un membre du Top 3.
- Masters du Canada 2008 (1/16 de finale) : bat Roger Federer (2-6, 7-5, 6-4). Pour leur première rencontre, Gilles Simon bat le no 1 mondial de l'époque au terme d'un match où il renverse totalement la situation alors qu'il est nettement dominé dans la première manche. Cette défaite du Suisse précipitera la perte de sa 1re place mondiale quelques semaines plus tard[155].
- Masters de Madrid 2008 (demi-finale) : bat Rafael Nadal (3-6, 7-5, 7-66). Gilles Simon bat pour la première fois le no 1 mondial Rafael Nadal au terme d'un match spectaculaire de 3h22 devant son public. Très admiratif de l'Espagnol, cette victoire reste la plus grande joie de sa carrière[156]. À l'issue du tournoi, il devient no 10 mondial et no 1 français détrônant Richard Gasquet.
- Masters Cup 2008 (poules) : bat Roger Federer (4-6, 6-4, 6-3). Pour sa première participation et son premier match de Masters Cup, Gilles Simon s'impose pour la seconde fois de l'année face au Suisse no 2 mondial. Après un départ timide, le Français renverse la situation comme au Masters du Canada. En demi il perd contre Novak Djokovic, ce match reste la plus grande déception de sa carrière.
- Open d'Australie 2011 (2e tour) : perd contre Roger Federer (2-6, 3-6, 6-4, 6-4, 3-6). Simon perd pour la première fois face au Suisse en trois rencontres. Après un mauvais départ, il renverse la situation en remportant les 3e et 4e sets, mais après une belle résistance dans la manche décisive où il sauve quatre balles de match, c'est finalement le no 2 mondial qui breake et conclut le match.
- Masters de Madrid 2013 (1/8 de finale) : perd contre Andy Murray (6-2, 4-6, 66-7) lors d'un match de 2h57 et 5 balles de match sauvées dans le troisième set (3 à 4-5 puis 2 dans le tie-break), Simon s'incline pour la onzième fois consécutive pour une victoire face à Murray. Simon considère que c'est son meilleur match depuis sa défaite face à Federer en 2011[70].
- Masters de Rome 2014 (1/8 de finale) : perd contre Rafael Nadal (6-71, 7-64, 2-6) sur terre battue lors d'un match de 3 h 18 et 1 balle de match sauvée dans le deuxième set (à 6 jeux à 5). Nadal avoue avoir souffert mentalement dans ce match[79],[80].
- Open d'Australie 2016 (1/8 de finale) : perd contre le no 1 mondial Novak Djokovic 3-6, 7-61, 4-6, 6-4, 3-6. Pas loin de l'exploit alors que le Serbe a perdu très peu de matchs les mois précédents.

## Victoires sur le top 10
Toutes ses victoires sur des joueurs classés dans le top 10 de l'ATP lors de la rencontre.
| Légende         |
| Grand Chelem    |
| Masters         |
| Jeux olympiques |
| Masters 1000    |
| 500 Series      |
| 250 Series      |
| Coupe Davis     |

| #  | G.S.  | Tournoi       | Année | Surface      | Adversaire            | Rang  | Tour   | Score              |
| -- | ----- | ------------- | ----- | ------------ | --------------------- | ----- | ------ | ------------------ |
| 1  | no 53 | Hambourg      | 2006  | Terre battue | Gastón Gaudio         | no 9  | 1/16   | 6-4, 3-6, 6-4      |
| 2  | no 40 | Indian Wells  | 2007  | Dur          | Tommy Robredo         | no 7  | 1/32   | 60-7, 6-3, 6-0     |
| 3  | no 58 | Rome          | 2007  | Terre battue | Andy Murray           | no 10 | 1/32   | 6-1, 1-6, 6-3      |
| 4  | no 50 | Umag          | 2007  | Terre battue | Nikolay Davydenko     | no 4  | 1/16   | 6-2, 2-6, 6-3      |
| 5  | no 40 | New Haven     | 2007  | Dur          | Nikolay Davydenko     | no 4  | 1/8    | 6-4, 6-4           |
| 6  | no 30 | Marseille     | 2008  | Dur (int.)   | Novak Djokovic        | no 3  | 1/8    | 6-2, 66-7, 6-3     |
| 7  | no 22 | Toronto       | 2008  | Dur          | Roger Federer         | no 1  | 1/16   | 2-6, 7-5, 6-4      |
| 8  | no 16 | Madrid        | 2008  | Dur (int.)   | Rafael Nadal          | no 1  | 1/2    | 3-6, 7-5, 7-66     |
| 9  | no 9  | Masters       | 2008  | Dur (int.)   | Roger Federer         | no 2  | Poules | 4-6, 6-4, 6-3      |
| 10 | no 9  | Cincinnati    | 2009  | Dur          | Nikolay Davydenko     | no 8  | 1/8    | 6-7, 6-4, 6-4      |
| 11 | no 33 | Washington    | 2010  | Dur          | Andy Roddick          | no 9  | 1/8    | 6-3, 6-3           |
| 12 | no 52 | Valence       | 2010  | Dur (int.)   | Fernando Verdasco     | no 7  | 1/8    | 6-1, 6-3           |
| 13 | no 18 | Roland Garros | 2011  | Terre battue | Mardy Fish            | no 10 | 1/16   | 6-3, 6-4, 6-2      |
| 14 | no 18 | Hambourg      | 2011  | Terre battue | Gaël Monfils          | no 7  | 1/4    | 6-4, 3-6, 6-0      |
| 15 | no 12 | Cincinnati    | 2011  | Dur          | David Ferrer          | no 6  | 1/8    | 6-4 ,63-7, 6-4     |
| 16 | no 15 | Monte-Carlo   | 2012  | Terre battue | Janko Tipsarević      | no 8  | 1/8    | 6-0, 4-6, 6-1      |
| 17 | no 15 | Monte-Carlo   | 2012  | Terre battue | Jo-Wilfried Tsonga    | no 5  | 1/4    | 7-5, 6-4           |
| 18 | no 19 | Bangkok       | 2012  | Dur (int.)   | Janko Tipsarević      | no 9  | 1/2    | 6-4, 6-4           |
| 19 | no 19 | Valence       | 2012  | Dur (int.)   | Janko Tipsarević      | no 9  | 1/16   | 5-4 ab.            |
| 20 | no 18 | Paris         | 2012  | Dur (int.)   | Tomáš Berdych         | no 6  | 1/4    | 6-4, 6-4           |
| 21 | no 13 | Marseille     | 2013  | Dur (int.)   | Juan Martín del Potro | no 7  | 1/4    | 6-4, 6-3           |
| 22 | no 13 | Miami         | 2013  | Dur          | Janko Tipsarević      | no 9  | 1/8    | 5-7, 6-2, 6-2      |
| 23 | no 16 | Metz          | 2013  | Dur (int.)   | Jo-Wilfried Tsonga    | no 8  | Finale | 6-4, 6-3           |
| 24 | no 31 | US Open       | 2014  | Dur          | David Ferrer          | no 5  | 1/16   | 6-3, 3-6, 6-1, 6-3 |
| 25 | no 29 | Shanghai      | 2014  | Dur          | Stanislas Wawrinka    | no 4  | 1/16   | 5-7, 7-5, 6-4      |
| 26 | no 29 | Shanghai      | 2014  | Dur          | Tomáš Berdych         | no 7  | 1/4    | 7-64, 4-6, 6-0     |
| 27 | no 19 | Rotterdam     | 2015  | Dur          | Andy Murray           | no 4  | 1/4    | 6-4, 6-2           |
| 28 | no 13 | Queen's       | 2015  | Gazon        | Milos Raonic          | no 8  | 1/4    | 4-6, 6-3, 7-5      |
| 29 | no 13 | Wimbledon     | 2015  | Gazon        | Tomáš Berdych         | no 6  | 1/8    | 6-3, 6-3, 6-2      |
| 30 | no 32 | Shanghai      | 2016  | Dur          | Stanislas Wawrinka    | no 3  | 1/8    | 6-4, 6-4           |
| 31 | no 47 | Shanghai      | 2017  | Dur          | David Goffin          | no 10 | 1/16   | 7-64, 6-3          |
| 32 | no 89 | Pune          | 2018  | Dur          | Marin Čilić           | no 6  | 1/2    | 1-6, 6-3, 6-2      |
| 33 | no 38 | Queen's       | 2019  | Gazon        | Kevin Anderson        | no 8  | 1/8    | 6-1, 4-6, 6-4      |
| 34 | no 58 | Marseille     | 2020  | Dur (int.)   | Daniil Medvedev       | no 5  | 1/4    | 6-4, 6-0           |

## Classements ATP en fin de saison
| Année          | 2002 | 2003 | 2004 | 2005 | 2006 | 2007 | 2008 | 2009 | 2010 | 2011 | 2012 | 2013 | 2014 | 2015 | 2016 | 2017 | 2018 | 2019 | 2020 | 2021 | 2022 |
| Rang en simple | 1345 | 480  | 174  | 124  | 45   | 29   | 7    | 15   | 41   | 12   | 16   | 19   | 21   | 15   | 25   | 89   | 30   | 55   | 63   | 124  | 144  |
| Rang en double | –    | 903  | 614  | 398  | 330  | 139  | 282  | 330  | –    | 547  | 157  | 274  | 422  | 255  | 262  | 827  | 208  | 296  | 378  | 914  | –    |

Source : (en) Classements de Gilles Simon sur le site officiel de la Fédération internationale de tennis